# Groningen van A tot Z

## A

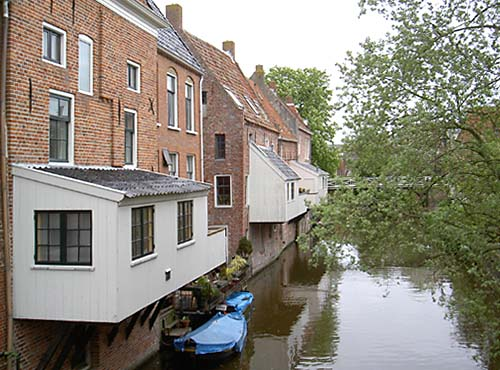
Appingedam

A7 -
A28 -
Aaffien Olthofsgasthuis -
ACLO -
A.G. Wildervanckkanaal -
Aa-kerk -
Aalsum -
aardgas -
aardgas in Slochteren -
Abbeweer -
Janine Abbring -
Lianne Abeln -
Abelstokstertil -
Abeltjeshuis -
Academie Minerva -
Achterdiep -
Achter-Thesinge -
Adam -
geslacht Addinga -
Adorp -
Aduard -
kerk van Aduard -
Aduarderdiep -
Aduardergasthuis -
Aduardervoorwerk -
Aduarderzijl -
Aduarderzijlvest -
Aegir -
Aeilsgat -
Aeolus (Adorp) -
Aeolus (Farmsum) -
Aeolus (Oldehove) -
Agodorp -
Rudolf Agricola -
Albertus Magnus -
Albrecht van Saksen -
Hans Alders -
Alfa-college - 
Alinghuizen -
Wobbe Alkema -
Allerheiligenvloed (1570) -
Nelleke Allersma -
Allersmaborg -
Alma -
Alteveer -
Jan Altink -
Els Amman -
Gerard Ammerlaan -
AMOR -
Amsweer -
Jacques d'Ancona -
Anderwereld -
Anglofriese runen -
Anna Varvers Convent -
Sint-Anthoniegasthuis -
Antuma -
Maritje Appel -
Appelbergen -
Appingedam -
station Appingedam -
Appingedammer Bronsmotorenfabriek -
raadhuis van Appingedam -
Armhuiszitten Convent -
Arriva -
Arwerd -
Joseph Ascher -
Asingaborg -
Astraat 19 -
28 augustus -
Patrick Ax

## B
B.L. Tijdenskanaal -
Baamsum -
Theo van Baaren -
Franciscus Hermanus Bach -
Bad Nieuweschans -
Baflo -
station Baflo -
Jaap Bakema -
Said Bakkati -
Bakovensmee -
balg -
Balmahuizen -
Bangeweer -
Bareveld -
Barlage -
Barnegaten -
Barnflair -
Barnheem -
Derk Bartels -
Bartholomeüskerk (Noordlaren) -
Barnwerd -
Bedum (gemeente) -
Bedum (dorp) -
station Bedum -
beelden in Groningen (gemeente) -
beelden in Groningen (provincie) -
Beersterhoogen -
Beerta -
kerk van Beerta -
Beetke van Rasquert -
begraafplaatsen stad Groningen -
Begraafplaats Losdorp -
Jan Beijert -
Beijum -
bekende Groningers -
Coen Bekink -
Beklemming -
Daniëlle Bekkering -
Belcampo -
Bella Vista -
Bellingeweer -
Bellingwedde -
Bellingwolde -
Beneden Veensloot -
J. Benninga -
Be Quick -
Berg (molen) -
Max van den Berg -
Jan Berger -
Bernlef -
Daniel Bernoulli -
Johan Bernoulli -
Bernouilliborg -
Berum -
Besheersdiep -
Beswerd -
Bethlehem -
J.G. van Beusekom -
Beusum -
Bevrijding -
Bevrijdingsbos -
borg Beyum -
Bierum -
Biessum -
Biessumermaar -
Bijma -
Bikkershorn -
De Biks -
BIM-station -
Binnen Ae -
Binnenstad -
Bisdom Groningen -
Blaarkop -
Blankeweer -
Blauw -
Blauwestad (dorp) -
Blauwestad (project) -
Blauwe Weeshuis -
Johannes Jacob Bleeker -
Blekslage -
Blijham -
kerk van Blijham -
Henri Petrus Johannus Bloemers -
Bloemhof -
Kroniek van Bloemhof -
Bloemsingel 197 -
Maree Blok -
Blokum -
bodemdaling -
Bodenterrein -
Gerard Boekhoven -
Claus Boekweg -
Jan Boer -
J.A. Boer -
Boerakker -
Boerdam -
Boerenstreek -
Boermarke -
N. Boiten Rzn. -
Bokkebuurt -
Bokum -
D. Bolhuis -
Gerardus Bolland -
Bolshuizen -
Boltklap -
Bommen Berend -

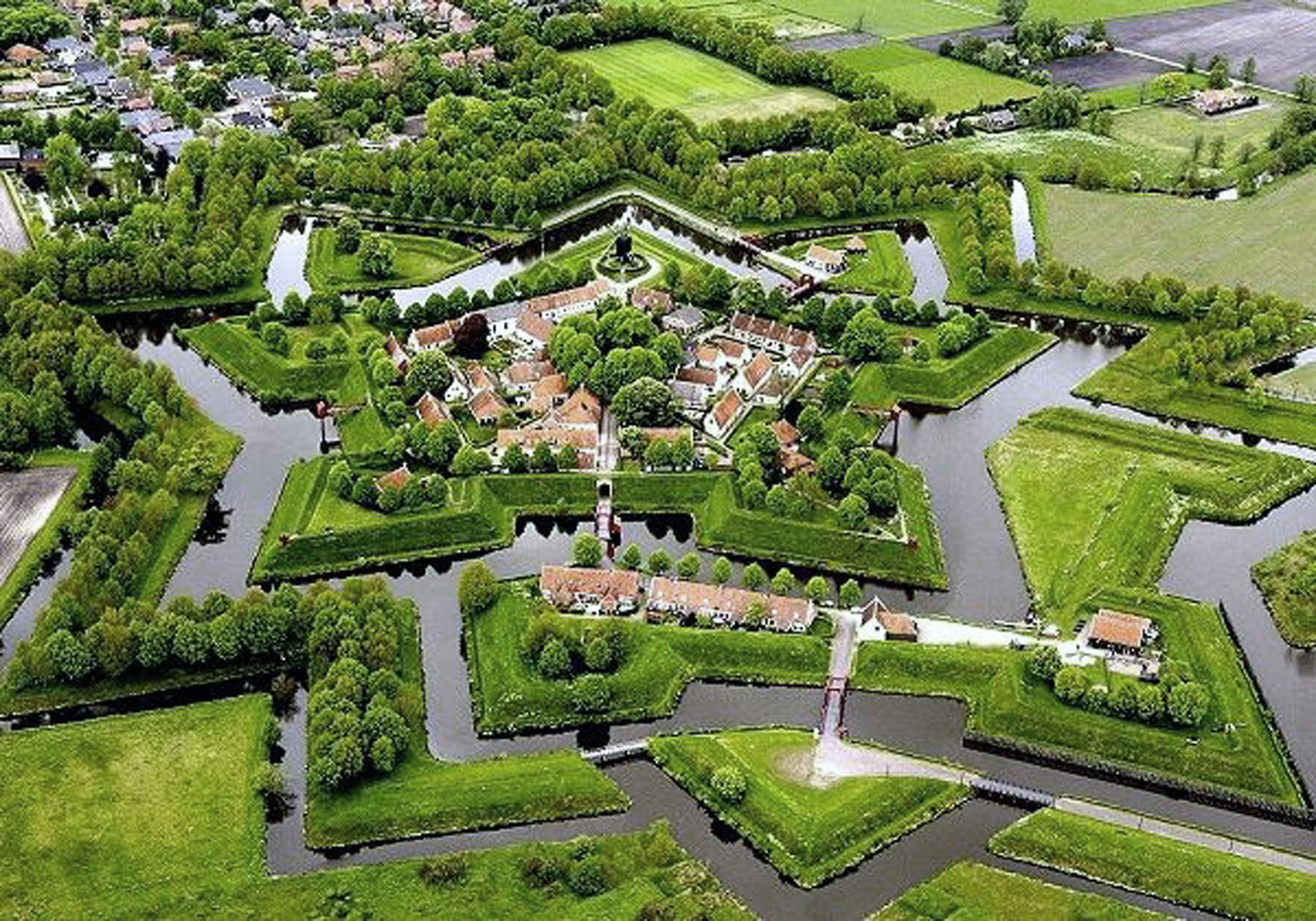
Bourtange

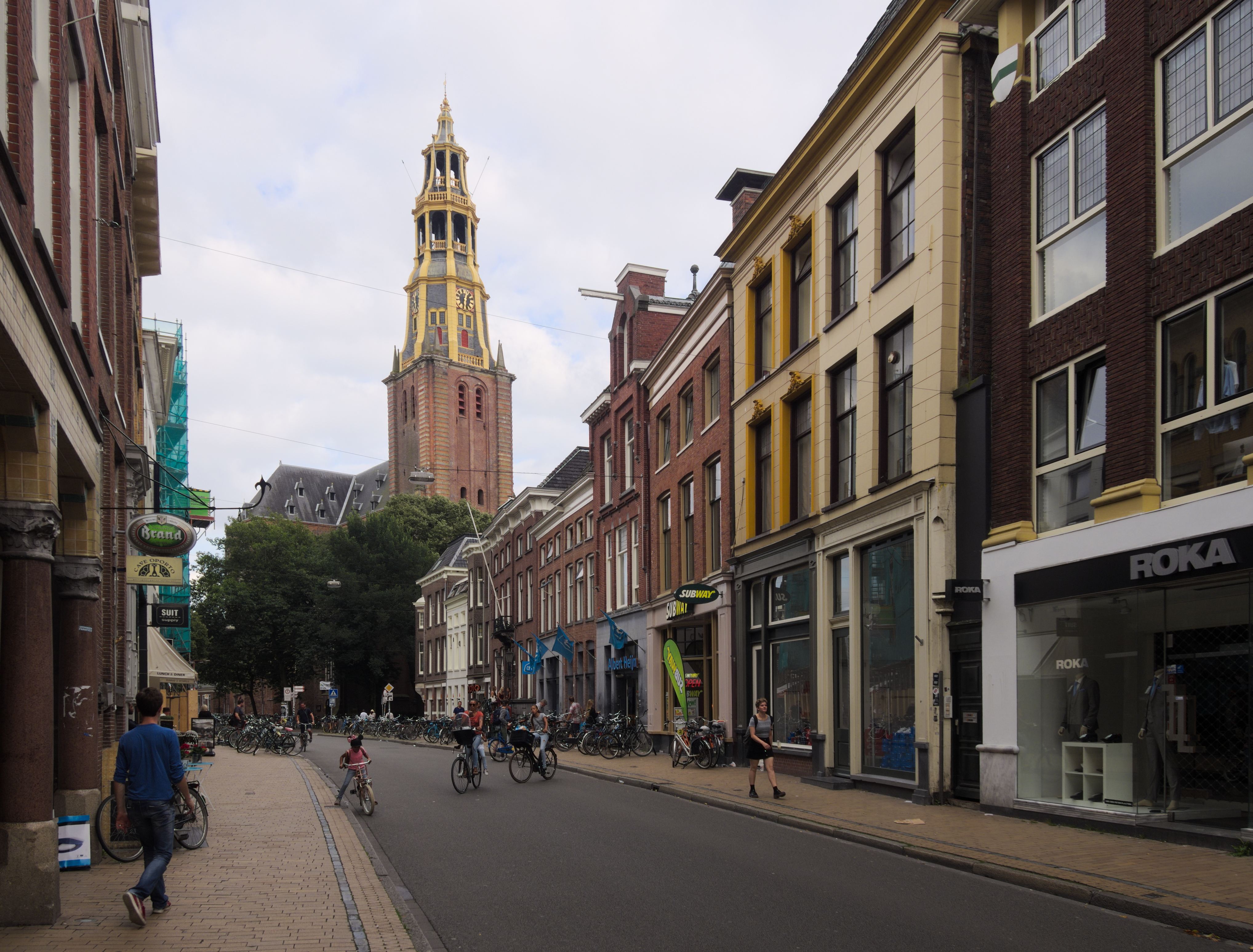
Brugstraat

Sint-Bonifatiuskerk (Wehe-den Hoorn) -
Otto Bonsema -
Geert Adriaans Boomgaard -
Booneschans -
borg -
Borga -
Borgercompagnie -
Borgertange -
Borgerveld -
Borgsweer -
Borgsweer, kerk -
Borgweg -
Bos op Houwingaham -
meester Bos -
Dirk Bos -
eiland Bosch -
Lodewijk Hendrik Nicolaas Bosch van Rosenthal -
Boterdiep -
Boteringepoort -
Bob Bouma -
Maya Bouma -
Siebe Jan Bouma -
Bourtange -
kerk van Bourtange -
Bourtangermoeras -
De Bouwerd -
Bouwerschap -
Bouwtenheerd -
Bovendijks -
Boven Pekela -
Bovenrijge -
Bovenstreek -
Boven Veensloot -
Boven Wotter -
Braamberg -
Braampolder - 
Willem Brandt -
Breede -
Breedenborg -
kerk van Breede -
Breemen -
Brillerij -
Briltil -
Frits Brink -
Broek (De Marne) -
Broerkerk -
Broerstraat -
Keno tom Broke -
Jan Brons -
Bronsveen -
Annie Brouwer-Korf -
Hajo Brugmans -
Izaak Johannes Brugmans -
Brugstraat -
Brugwachtershuisje Abrug -
De Bruil -
Bruilweering -
M.B. Bruins -
Buitenhof -
Harm Buiter -
H.B. Bulder -
Nico Bulder -
De Bult -
Burchtstraat -
Burgemeester Beinsdorp -
busstation -
Buurttuin Oosterpoort -
Wia Buze

## C

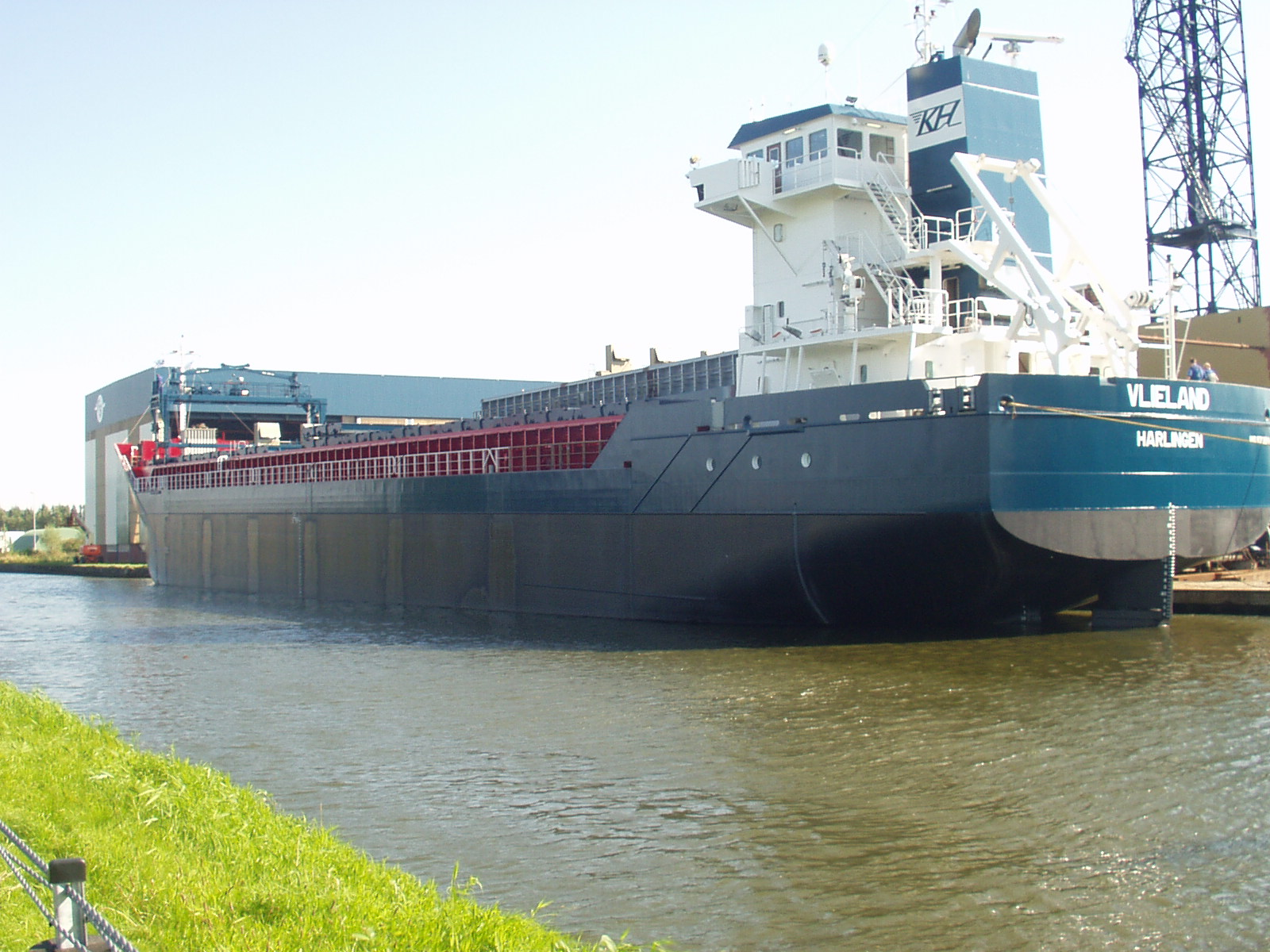
Coaster

Calmershuis -
Petrus Camper -
Canon van Groningen -
Canterhuis -
MPC Capitals -
Carel Coenraadpolder -
Cartago -
Cascadecomplex -
Ceresdorp -
molen Ceres -
Chinese tuin -
CiBoGa -
Cleopatra A.S.G. -
Feike Alles Clock -
R.J. Cleveringsluizen -
Coaster -
Hendrik de Cock -
Menno van Coehoorn -
Rudolf Coenders -
Coendersborg (borg) -
Coendersborg (wijk) -
Herman Collenius -
Concordia Instaurata -
Confectie-industrie -
Conservatorium -
Corneliagasthuis -
Corpus den Hoorn -
Corresant-
Pieter Cort van der Linden -
Crematorium Groningen -
Eppo Cremers (1766-1815) -
Eppo Cremers (1823-1896) -
CSG Augustinus

## D

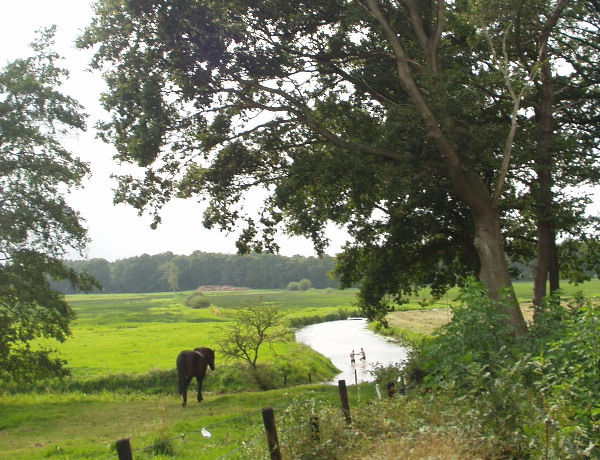
Drentsche Aa

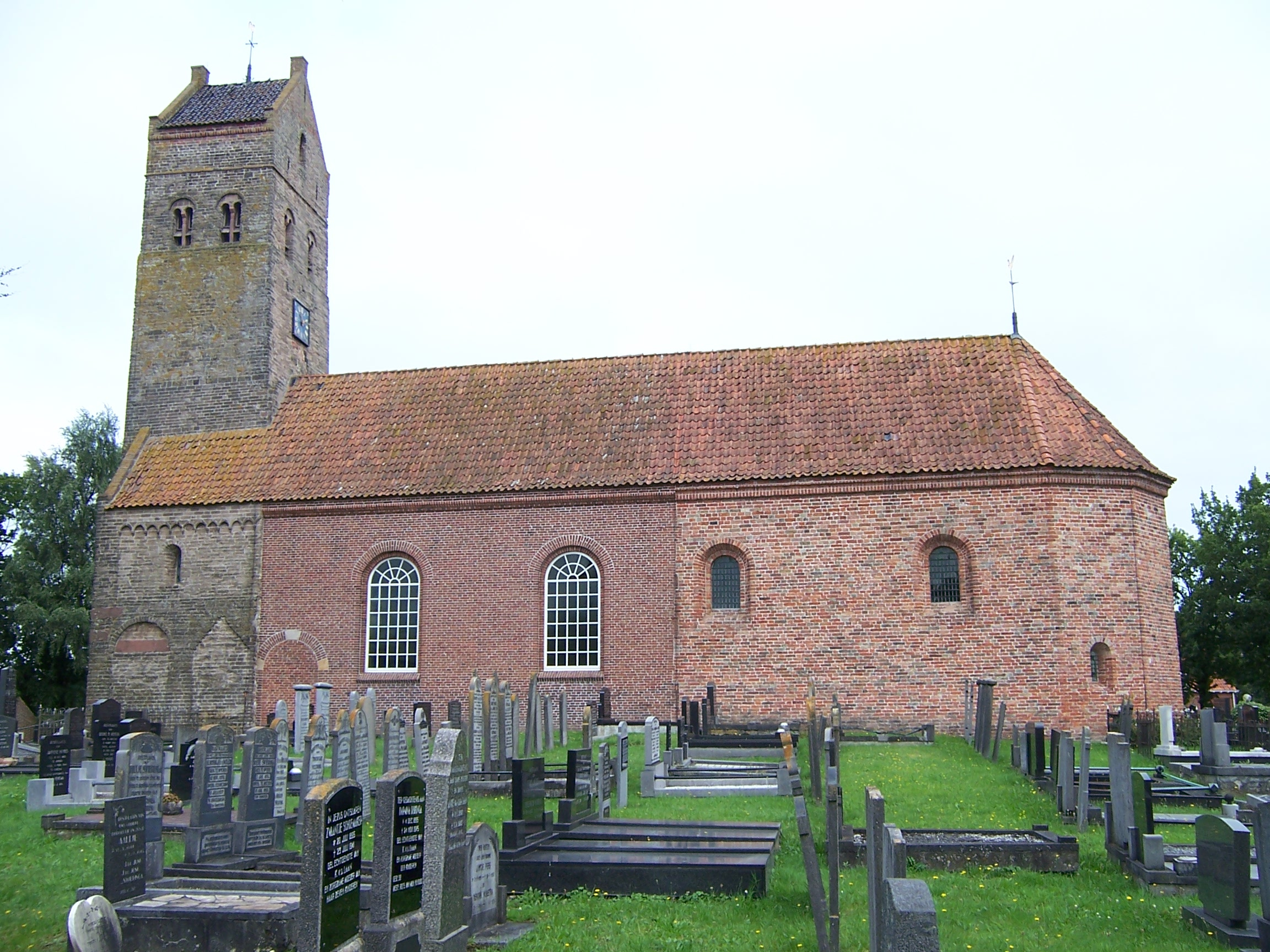
Doezum

Dagblad van het Noorden -
Dallingeweer -
Dal van de Ruiten A -
Damkerk (Hoogezand) -
Damster Auto-Maatschappij -
Damsterdiep -
Damsterdiep (straat) -
Damstersingel -
De Dingen -
Karin Dekker -
Dekkershuizen -
Delf -
DelfSail -
Delfzicht Ziekenhuis -
Delfzijl -
Beleg van Delfzijl (1813-1814) -
haven van Delfzijl -
station Delfzijl -
station Delfzijl West -
Delthuizen -
Den Andel -
Max Dendermonde -
Denemarken -
Den Ham (Bellingwedde) -
Den Ham (Zuidhorn) -
kerk den Ham -
Den Hander -
Den Horn -
Den Horn kerk -
B.K. Dertien -
Diakonessenhuis (Groningen) -
Diepenring -
Diepswal (Leek) -
Diepswal (Zuidhorn) -
Rachel Dieraert -
Klaas van Dijk -
Koos van Dijk -
Kuno van Dijk -
Sharon Dijksma -
Dijkhuizen -
Dijkrecht -
Dijksterhuis -
molen Dijkstra -
Jaap Dijkstra -
Johan Dijkstra -
Dijkum -
Dilgt -
DIO -
Milko Djurovski -
Dobbe -
Doezum -
kerk van Doezum -
Martin Dolfing -
Dollard -
Dollardroute -
Alfons Dölle -
Donghorn -
Doodstil -
Doopsgezind Gasthuis -
Doopsgezinde kerk (Groningen) -
Doorgangshuis -
Doorsnee -
Dorkwerd -
kerk van Dorkwerd -
Dorp -
Douwen -
Dreize -
Martin Drent -
Drentsche Aa -
Drentse Monden -
L. Drewes -
Driebond -
waterschap Driebond -
Drieborg -
De Drie Delfzijlen -
Drie Gezusters -
Drielanden -
Driewegsluis -
Bart FM Droog -
Marius Duintjer -
Duisterwinkel -
Elso Dusseljee -
W.K. Dusseldorp -
Duurkenakker -
Duurswold (streek) -
Duurswold (waterschap) -
Dwarshaspel

## E
Ebbingestraat -
Jaap Eden -
molen Edens -
Edzard I van Oost-Friesland -
Eekeburen -
Eekwerd -
Eekwerderdraai -
Vliegveld Eelde -
Eelderdiep -
Eelderwolde -
Eelderwolderpolder -
M.G. Eelkema -
Eelswerd -
Eems -
Eems Boys -
Eemsfries - 
Eemshaven -
Eemshavenweg -
Eemskanaal -
Eemskanaal Noordzijde -
Eemsmond -
Eemsmondgebouw -
Eemszijlvest -
De Eendracht (strokartonfabriek) -
Eenrum -
Eenrum kerk -
Eenum -
kerk Eenum -
Otto Eerelman -

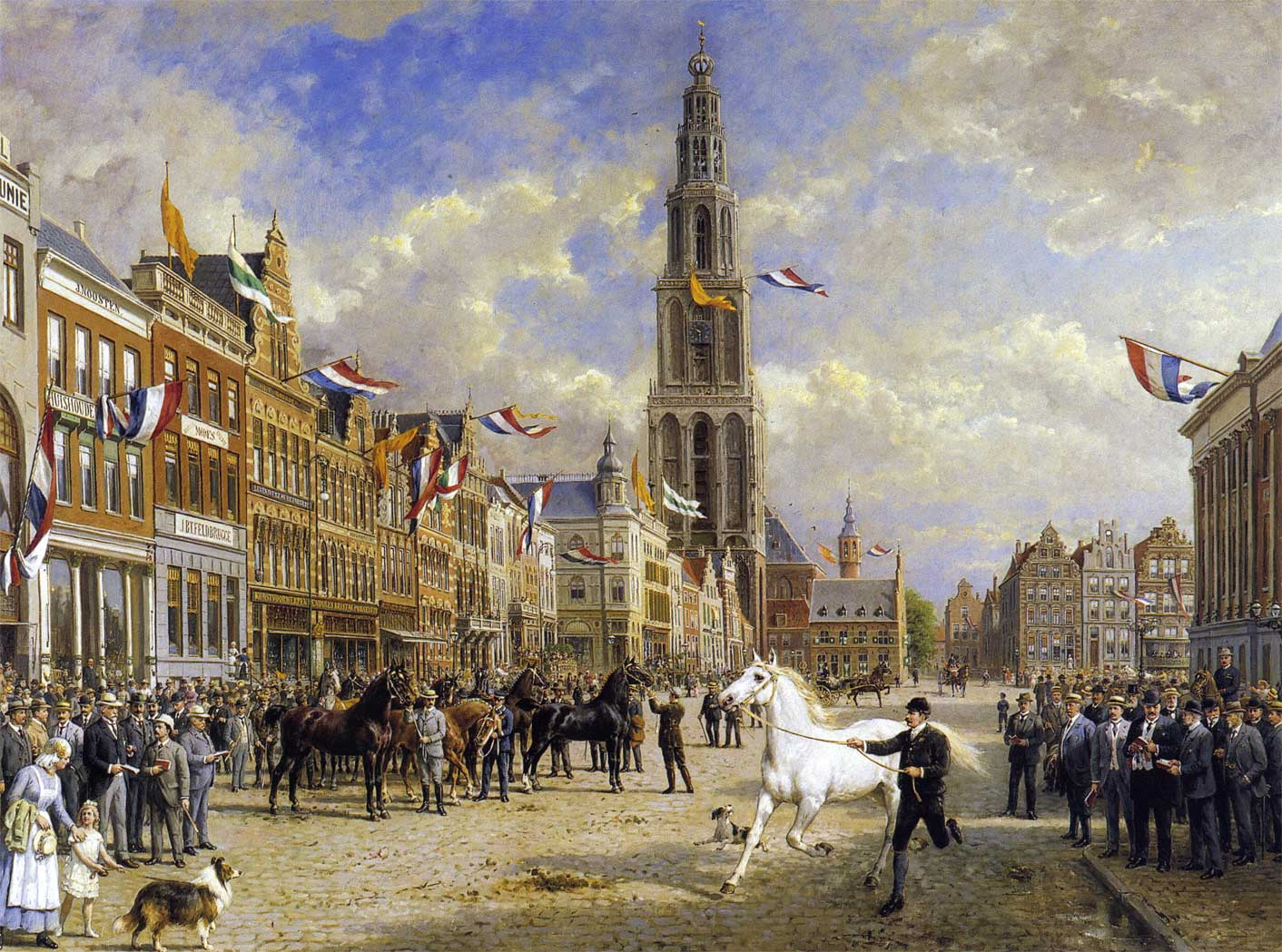
Het topstuk van Otto Eerelman

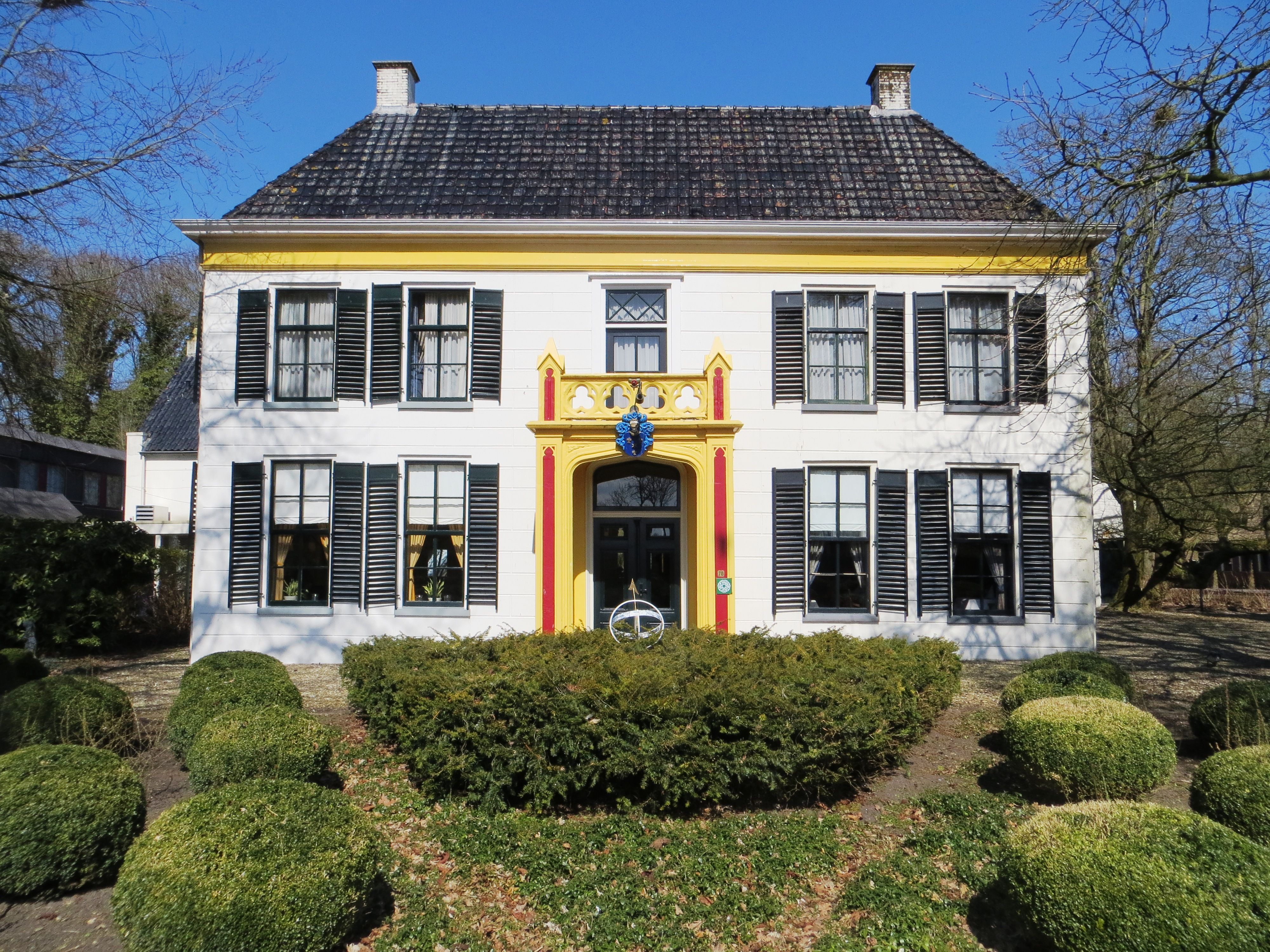
Ekenstein

Eerste Groninger Voorlees- en Vertelsalon -
Eerste Groninger Tramway-Maatschappij -
De Eest -
Eesterrecht -
Eexta -
Eexta kerk -
Johannes Hinderikus Egenberger -
Egypteneinde -
Eibersburen -
Wim Eijk -
Ekamp -
Ekenstein -
Willem Alberda van Ekenstein (1792-1869) -
Electra (plaats) -
Electra (waterschap) -
Elema-Stollenga's Autodiensten -
Elens -
Ellerhuizen -
Ellersinghuizen -
Elmersma -
A.Th. van Elmpt -
Elswerd -
Sake Elzinga -
Emmaplein 2 en 3 -
Ubbo Emmius -
Ubbo Emmiussingel -
Emo van Bloemhof -
Engelbert -
Engelbert kerk -
Engelbertermolenpolder -
Engersum -
Engeweer -
Englum -
Englumborg -
Ennemaborg -
Ernstheem -
Enumatil -
Enzelens -
De Dichters uit Epibreren -
Eppenhuizen -
Essen -
Stadion Esserberg -
Esserveld -
Esserweg -
Eugeria -
molen Eureka -
Euroborg -
Europaplein -
Europapark -
Eurosonic -
Eurovoetbal -
Euvelgunne -
Euvelgunne of de Groote Meeuwerderpolder -
Euvelgunnermolenpolder -
molen Eva -
Wilte Everts -
Ewer -
borg Ewsum -
geslacht Ewsum -
Ezinge -
Ezinge kerk -

## F
Faan -
Johann Faber -
Farmsum -
Farmsum kerk -
Fasecontrastmicroscoop -
FC Groningen -
A.J. Feberwee -
Feddema's plas -
Feerwerd -
Johan Adriaan Feith -
Feldwerd -
Felland -
Fiemel -
Finsterwolde -
Finsterwolde kerk -
Finsterwolderhamrik (plaats) -
Finsterwolderhamrik (waterschap) -
Fivel -
Fivelboezem -
Fivelcollege -
Fivelingo (streek) -
Fivelingo (waterschap) -
Fladderak -
Fletum -
Cees Fock -
Joachimus Pieter Fockema Andreae -
Hindrik Warner Folckers -
Folkingestraat -
Fongers -
molen de Fortuin -
Forum Groningen -

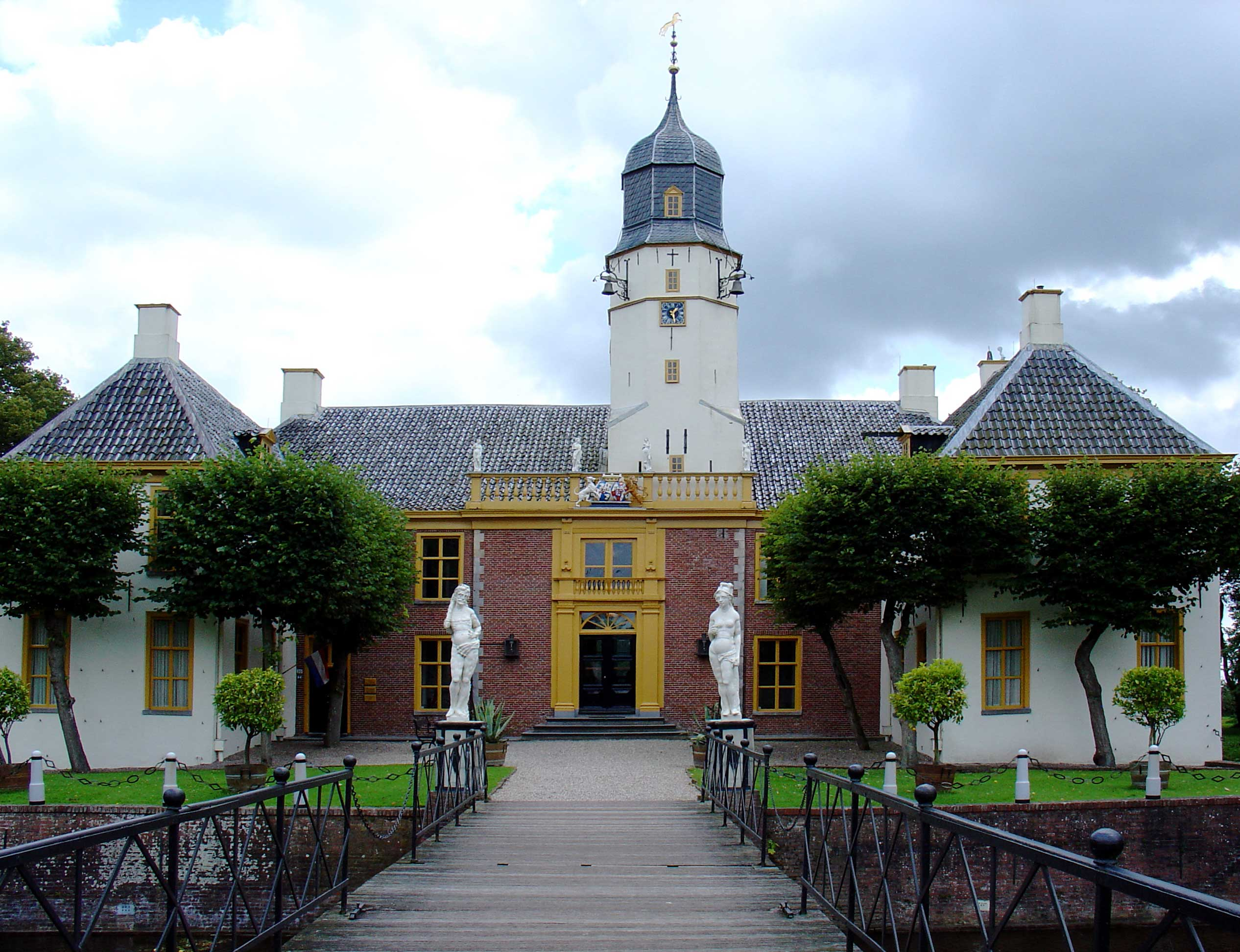
Fraeylemaborg

Fotoarchief Instituut voor Christelijk Cultureel Erfgoed -
Foxham -
Foxhol -
Foxholsterbosch -
Foxholstermeer -
Fraamklap -
Fraeylemaborg -
Fraeylemamolen -
molen Fram -
Sint Franciscuskerk (Groningen) -
Piet Fransen -
Fransum -
Fransum kerk
Fransumervoorwerk -
Fred van der Werff -
Elzo Free -
Friese vlag -
Friese Vrijheid -
Froombosch -
Frytum

## G
G1 (hunebed) -
G5 (hunebed) -
Seth Gaaikema -
Gaaikemadijk -
Gaaikemaweer -
Gaarkeuken -
Gaarland -
Ganzevoortsingel 57 -
Gado -
Bernard von Galen -
Bas Galis -
Gang -
Wessel Gansfort -
Ganzedijk -
Garmerwolde -
kerk van Garmerwolde -
Garnwerd -
Garrelsweer -
Garreweer -
Huis te Garreweer -
Garsthuizen -
Garsthuizervoorwerk -
Gasthuizen in Groningen -
GasTerra -
Gasunie -
Gasthuisstraatje -
Gasuniegebouw -
Gebroeders Luden -
Gedempte Kattendiep -
Gedempte Zuiderdiep -
Gedempte Zuiderdiep 83 -
Geefsweer -
Gelkinge -
Gelkingestraat -
Gemeentehuis Uithuizermeeden -
Gemeentehuis Winsum -

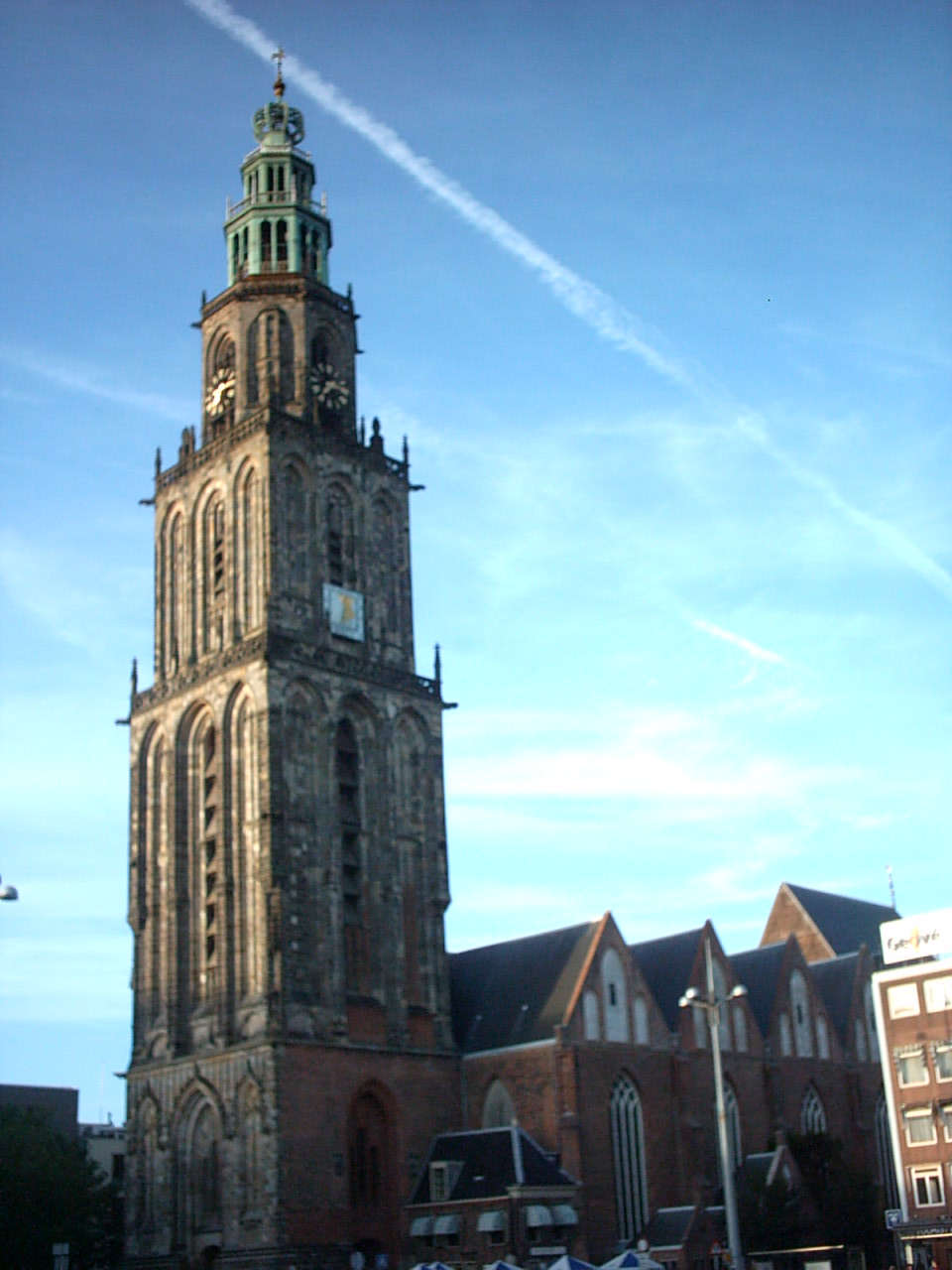
Groningen

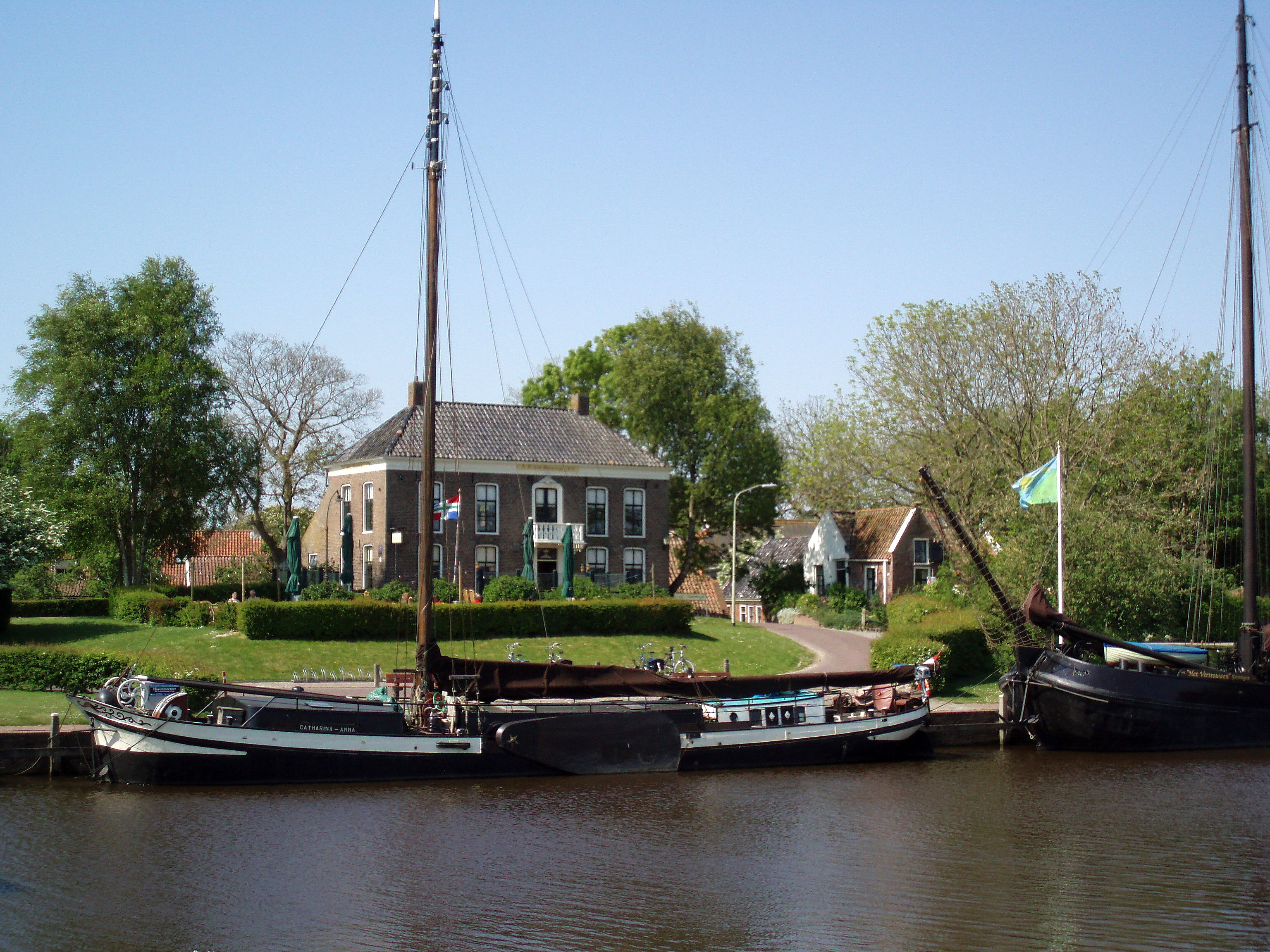
Garnwerd

Gemeentelijke herindeling in de provincie Groningen 2013-2018 - 
Gemeentetram -
Gerarda Gockingahuis -
Wim Gerlach -
Geschiedenis -
Gezinsbode -
GHBS -
Ypke Gietema -
Albert van Giffen -
Rosita van Gijlswijk -
Gijs Grizzlies -
Glènne Riepe -
Glimmen -
Gockinga -
Gockingaborg -
Godlinze -
Goldhoorn -
molen Goliath -
Gorecht -
Gotisch Huis -
Goudkantoor -
Grafmonument van de familie Scholten -
Gravenburg -
GRID Grafisch Museum Groningen -
Grijpskerk -
Grijpskerk-station -
Grijpskerk-Transformatorhuisje -
Grijssloot -
Groene Uilen -
Huis Groenestein -
Groenewold -
Martin Groenewold -
Renate Groenewold -
De Groeve -
Groninga dominium - 
Groningen (gemeente) -
Groningen (provincie) -
Groningen (stad) -
Groningen Airport Eelde -
Groningen Atletiek -
Groningen constant -
Groningen-protocol -
Groningen Seaports -
Groningen Zuid (station) -
Groninger Archieven -
Groninger Kredietbank-affaire -
Groninger Landschap -
Groninger meeuw -
Groninger Museum -
Groninger paard -
Groningen-protocol -
Groninger School -
Groningen Stad Marathon -
Groninger streekproducten en gerechten -
Groninger Studenten Cabaret Festival -
Groninger van het Jaar - 
Groninger ziekte -
Groningers (provincie) -
Groningers (stad) -
Gronings -
Gronings AudioVisueel Archief -
Gronings Ontzet -
Groningsch-Drentsch Snelvervoer -
Groningsche Volksalmanak -
Grönnens Laid -
Groot Bronswijk -
Groot Kruisstede -
Groot Maarslag -
Groot Wetsinge -
Grootegast (gemeente) -
Grootegast (plaats) -
kerk van Grootegast -
De Groote Polder -
Groote Tjariet -
Grote Geert -
Grote Griet -
Grote Markt -
Grote Waterpoort (Delfzijl) -
Stichting 't Grunneger Bouk -
Gruno's Postharmonie -
GSb -
Gulden Boek -
Henri Daniel Guyot -
Guyot Instituut -
GVAV-Rapiditas -
Gyas -

## H
Arie Haan -
De Haar (Het Hogeland) -
De Haar (Westerkwartier) -
Haddingestraat
Albert Hahn -
Albertus Hahn -
Hail Gewoon -
Frans Haks -
Halfambt -
Herman Christiaan van Hall -
Van Hall Instituut -
Hamdijk -
Hammeland -
Hamrik -
Hanckemaborg -
Hanetange -
Egbert Hanning -
Hanzehogeschool -
Hanzevast Capitals -
Hardbrood -
Hardenberg -
Margaretha Hardenbergkerk -
Hardeweer -
Hardewikerstraat -
Haren -

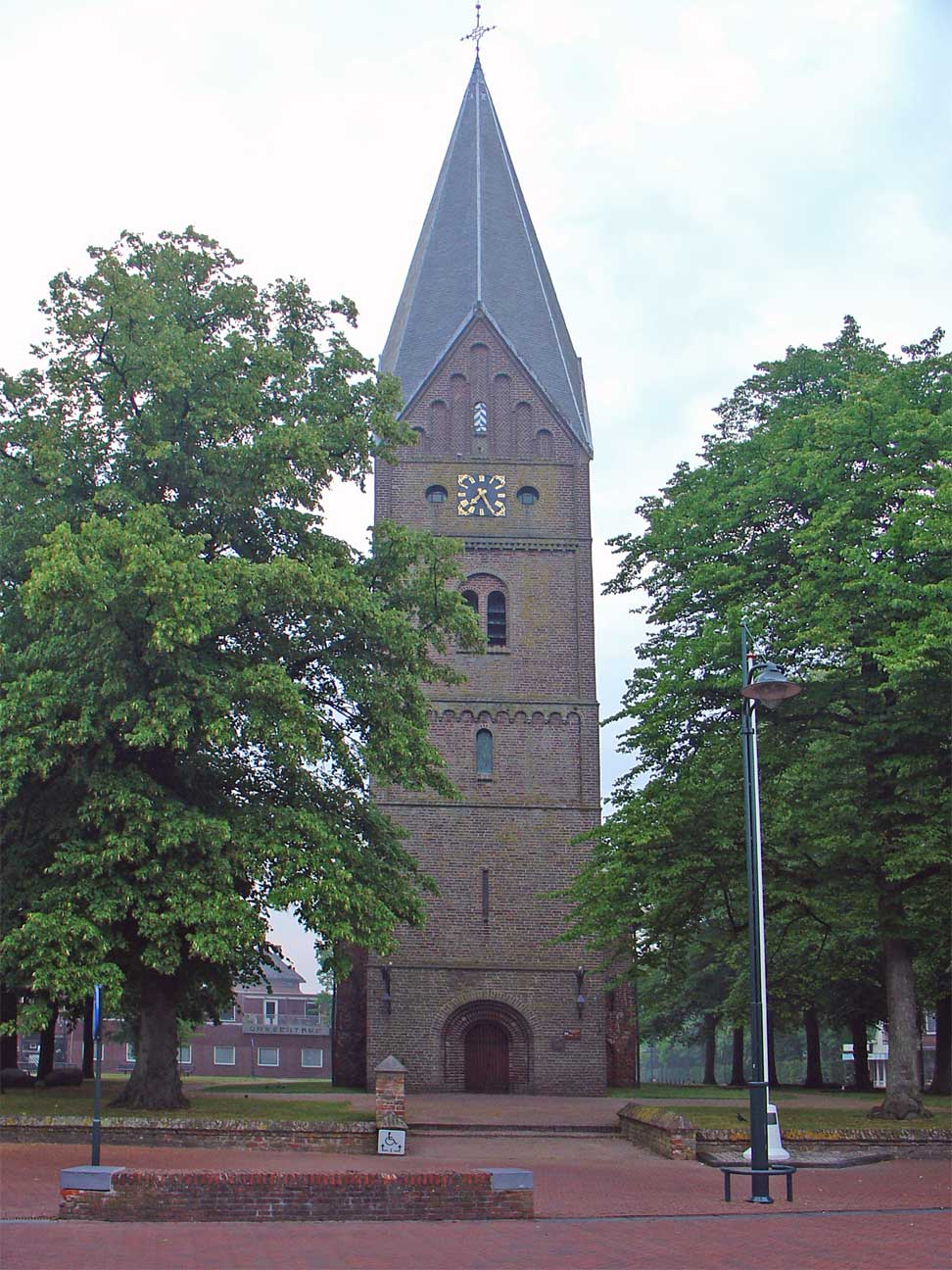
Haren

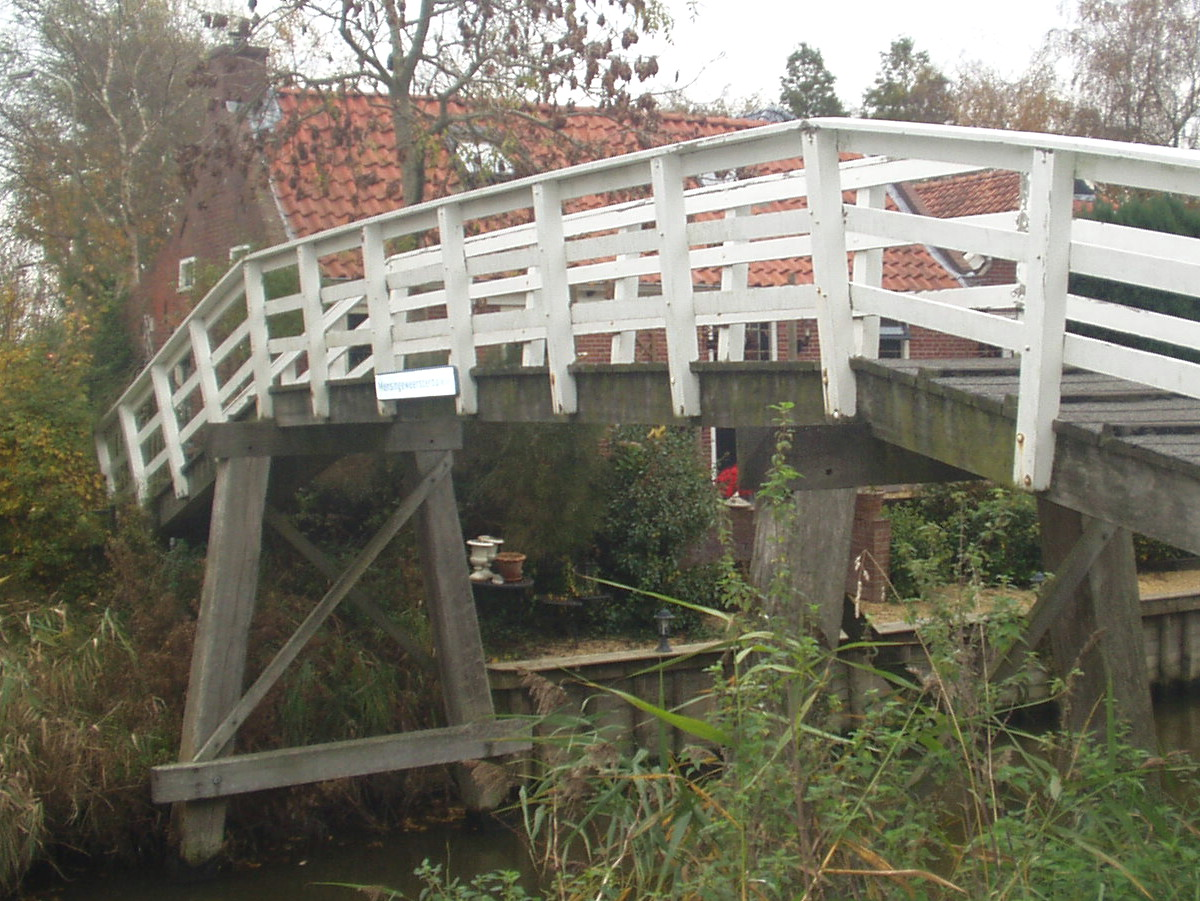
hoogholtje

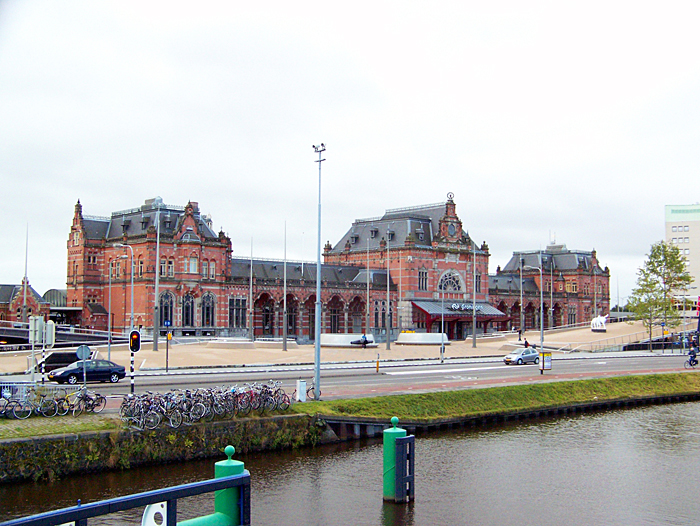
Hoofdstation

Haren, Zuidlaren, Glimmen, De Punt, Oudemolen -
station Haren -
Harendermolen -
Harens Lyceum -
Harkstede -
kerk van Harkstede -
De Harmonie -
Harpel -
Lenie 't Hart -
Hilbrand Hartlief -
Harssens -
Menno Jan ter Haseborg -
De Haspel -
Hasseberg -
Den Haver -
J.P. Hazeu -
Hebrecht -
Heekt -
Schelto van Heemstra -
't Heem -
De Heemen (Bellingwedde) -
De Heemen (Delfzijl) -
Van Heemskerckstraat 75 (Groningen) -
Heemwerd -
Heerd -
Heereburen -
Gerhard Nicolaas Heerkens -
Heerlijkheid Groningen -
heet bier -
Heffesant -
Hefswal -
W. van der Heide -
Heidenschap -
Heilig Hartbeeld (Sappemeer) -
Heiligerlee -
eerste slag bij Heiligerlee -
Slag bij Heiligerlee -
Heineburen -
Hekkum -
De Held -
Hellum -
Henk Helmantel -
Helperdiep -
Helpermolen -
Helpman (waterschap) -
Helpman (wijk) -
Helwerd -
Hemmen -
Hemert -
Wim Hendriks -
Herberg Onder de Linden - 
hereboer -
Hereplein 6-7 -
Herepoort -
Heresingel -
Heresingel 8 -
Herestraat -
Herestraat 52 -
Hereweg -
Hereweg 22-1 -
Hereweg 31 -
Hereweg 59-61 -
Hereweg 73 -
Hereweg 77 -
Hereweg 87 -
Hereweg 92 -
Hereweg 108 -
Hereweg 110 -
Hereweg 112 -
Hereweg 118 -
Hereweg 126 en 130 -
Hereweg 132-142 -
Herewegwijk -
Jos Hermans -
W.F. Hermans -
Hesselinkstichting -
Hettema (borg) -
Heuvelderij -
Heveskes -
kerk van Heveskes -
Heveskesklooster -
Gerard Heymans -
Hiddingezijl -
Hilmahuis -
Hilmahuistermolen -
Hinckaertshuis -
Sint-Hippolytuskerk (Middelstum) -
Höchte -
't Hoekje -
Hoek van Ameland -
Hoeksmeer -
G. Hoekzema -
H. Hoekzema -
K. Hoekzema -
Hoendiep -
Hoetmansmeer -
Cornelis Philippus Hofstede de Groot -
Petrus Hofstede de Groot -
Pieter Hofstra -
Hofstraat -
Hoge der A -
Hogeland -
Hogelandspoor -
Hogelandsters -
Wim Hogenkamp -
Holte -
K.H. Holthuis -
T. Holthuis -
Hollands Welvaart -
De Holm -
Holtstek -
Holwierde -
kerk van Holwierde -
Holwinde -
Hogeland -
Homburg -
Dr. Hommesbos -
Honderd -
Hondshalstermeer -
Hondsrug -
Hongerige Wolf -
Hoofdstation -
Hoofdwacht (Nieuweschans) -
Hoogemeeden -
Hoogewerf -
Hoogezand -
Hoogezand-Sappemeer -
Station Hoogezand-Sappemeer -
hoogholtje -
Hooghoudt -
Hoogkerk -
kerk van Hoogkerk -
hoogste gebouwen -
Jordi Hoogstrate -
De Hoogte -
Hoogwatum -
Ipe Annes Hooites -
De Hoop (Garsthuizen) -
De Hoop (Haren) -
De Hoop (Kropswolde) -
De Hoop (Middelstum) -
Hoorn -
T. van Hoorn -
Hoornderveen -
Hoornsediep -
Hoornsemeer (meer) -
Hoornse Meer (wijk) -
Hoornseplas -
Hornhuizen -
Horsten -
Hortusbuurt -
Hortustuin -
Hortus Haren -
Hotel Boschhuis - 
Hotel Willems -
Gerrit van Houten -
Samuel van Houten -
Sientje van Houten -
De Houw -
Houwerzijl -
Houwerzijlstervaart -
Houwingaham -
VV HSC -
Hugo Hovenkamp -
Hubertus G. Hubbeling -
De Hucht -
De Huismeesters -
Huis te Farmsum -
Huis te Garreweer -
Huis te Glimmen -
't Huis de Wolf -
Huize de Hondsrug -
Huize Tavenier -
Johan Huizinga -
Huizinge -
Auke Hulst -
Humsterland -
hunebed -
Hunsingo (streek) -
Hunsingo (waterschap) -
Hunsingoër Landrecht -
Hunze -
Hunzecentrale -
wijk de Hunze -
roeivereniging De Hunze -
P.M.A. Huurman

## I
IBG -
Ichthus -
Ideweer -
IJe Wijkstra -
IJkdijk -
IJsbaan -
Ikum -
In -
Indische Buurt -
Innersdijken -
I.O.S. -
Jozef Israëls -
Iwema-Steenhuis

## J

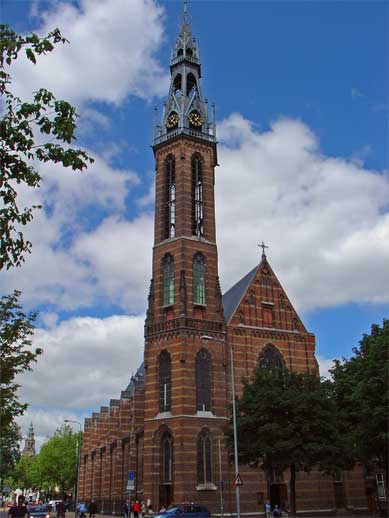
Sint-Jozefkathedraal

Jacob en Annagasthuis -
Jacobijnenhuis -
Jacobijnerklooster -
Jacobijnerstraat -
Aletta Jacobs -
Jacobuskerk (Feerwerd) -
Jacobuskerk (Zeerijp) -
B. Jager -
Hanneke Jagersma -
Jagerswijk -
Jan van Ligne -
Ron Jans -
Jammah Tammah -
De Jammer -
Jan Altinkbrug -
Jansum -
Javaanse huis -
Y. Jelsma -
Frederik Engel Jeltsema -
Cornelis Jetses -
Jipsingboermussel -
Jipsingboertange -
Jipsinghuizen -
Joeswerd (waterschap) -
Joeswerd (wierde) -
Joeswert (molen) -
Siepie de Jong -
Freek de Jonge -
De Jonge Held -
De Jonge Hendrik -
Jonkersvaart -
De Jouwer -
Sint-Jozefkathedraal -
Sint-Jozefkerk (Delfzijl) -
Sint-Jozefkerk (Zuidhorn) -
Juffer Margarethagasthuis -
Juffer Tette Alberdagasthuis -
Juffertoren -
Juist -
Jukwerd -
Julianaplein -
Johan Julsing -
Juursemakluft

## K
Kaakhorn -
Kalkwijk -
Heike Kamerlingh Onnes -
De Kampen -
Kanaalstreek -
Peter de Kan -
Kantens -
kerk van Kantens -
Hanneke Kappen -
J.C. Kapteyn -
Kardinge -
Kardingermaar -
Karelsprivilege -
Kasteel van Alva -
Kasteel Selwerd -
Katershorn -
Kattenburg -
B. Kazemier -
Gerard Kemkers -
Kenwerd -
Kempkensberg
kerkhoven -
Anda Kerkhoven -

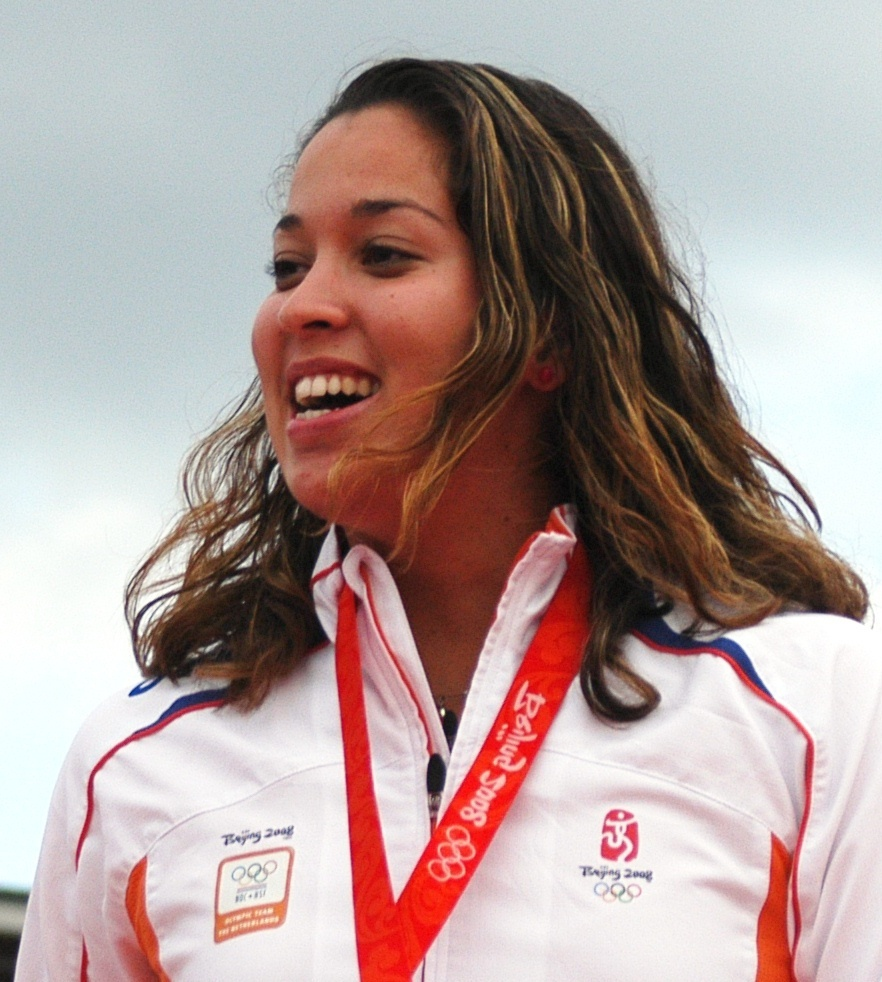
Ranomi Kromowidjojo

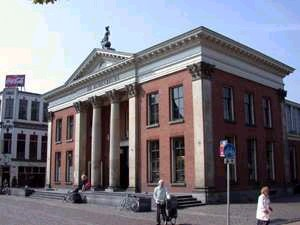
Korenbeurs

Kerk van het Apostolisch Genootschap (Groningen) -
Kerk van Jezus Christus van de Heiligen der Laatste Dagen (Groningen) -
Kerkje van Harkema -
Kerstvloed -
Evert van Ketwich Verschuur -
17 Keuren en 24 Landrechten -
Kibbelgaarn -
Israël Kiek -
Kielsterdiep -
Kiel-Windeweer -
Kerk van Kiel-Windeweer -
molen de Kievit -
Kievitsburen -
Kikkoman (windmotor) -
Klei -
Ekke Abel Kleima -
Kleine Huisjes -
Kleinemeer -
Klein Friesland -
Klein Garnwerd -
Klein Maarslag -
Klein Martijn (borg) -
Klein Martijn (wijk) -
Klein Toornvliet -
Klein Ulsda -
Klein-Wetsinge -
kerk van Klein-Wetsinge -
Kleiwerd -
Kliefsloot -
Marten Klompien -
Klooster Aduard -
Klooster Palmar -
Klooster Selwerd -
Klooster Maria Ten Hoorn -
Klooster Ter Apel -
Klooster Yesse -
Kloosterburen -
Kloosterkaart -
Kloosterkerk in Rottum -
Kloosterwieke -
Kloosterwijtwerd -
Kluinbier -
Okke Geerts Kluin -
Kluizenarij -
Kniepertie -
The Knickerbockers -
Johannes Knijff -
De Knijp -
Sieto Robert Knottnerus -
Dirk Laurens de Koe -
Erwin Koeman -
Martin Koeman -
Ronald Koeman -
Koepelkerk (Sappemeer) -
Koetze Tibbe -
Henk Kok -
Kolham -
kerk van Kolham -
Kolhol -
Kolibri -
Harm Kolthek -
Kommerzijl -
Koningslaagte (streek) -
molen de Koningslaagte -
Koningsoord -
Sjoerd Kooistra -
G. Koolhof -
Koolzaad -
Koop Tjuchem -
Kopaf -
Rutger Kopland -
Kopstukken -
RK kerk Kopstukken -
Korenbeurs -
Korengarst -
Korhorn -
Kornhorn -
Korrewegwijk -
Arnold Willem Kort -
Korte Akkers -
Ernst Heinrich Kossmann -
kroonwerk Kostverloren -
wijk Kostverloren -
gehucht Kostverloren -
Koudehoek -
A.R. Kramer -
Kranepoort -
Krangeweer -
Krassum -
Jacob Kraus -
Krentjebrij -
Krewerd -
Krimstermolen -
Krödde -
Kröddeburen -
Gerrit Krol -
Gerrit Krolbrug -
Kromme-Elleboog -
Kromme Raken -
Ranomi Kromowidjojo -
Kromstaart -
Kroniek van Bloemhof -
Kroonsfeld -
Kropswolde -
Station Kropswolde -
J. Kruijer -
Kruiselwerk -
Kruiskerk van Midwolda -
Kruisweg -
Arnold Kruiswijk -
J. Kuiler -
Reinold Kuipers -
Kuzemer -
Kuzemerbalk -
KVI -

## L
Ter Laan -
Jan ter Laan -
Kornelis ter Laan -
K. ter Laan Prijs -
Laboratorium voor Infectieziekten -
Alfred Lagarde -
't Lage van de weg -
Lageland -
Lagemeeden -
Lageweg -
Lalleweer -
Lammerburen -
Lammerweg -
Langs- of Wolddiep -
Land en water -
Langelandstermolen -
Pé Langen -
Langerijp -
Langeweer -
Lange Wijk -
Langewold -
Laskwerd -
Latteringe Gasthuis -
Laude -
Lauderbeetse -
Laudermarke -
Lauderzwarteveen -
Lauwers -
Lauwersmeer -
Lauwersoog -
Lauwerssluizen -
Lauwerszee -
Lauwerzijl -
de Lawine -
Arie van der Lee -
Leegkerk -
kerk van Leegkerk -
Leek -
Leekster Courant -
Leekster Hoofddiep -
Leekstermeer -
Leemdobben -
Leens -
Leermens -
De Leeuw (Oldehove) -
O. de Leeuw Wieland -
Tonny van Leeuwen -
Lek -
molen de Lelie -
Lellens -
kerk van Lellens -
Lentis - 
Lesterhuis -
De Lethe -
Lettelbert -
kerk van Lettelbert -
Lewenborg -
molen De Liefde -
Liggende vrouw -
Gert Ligterink -

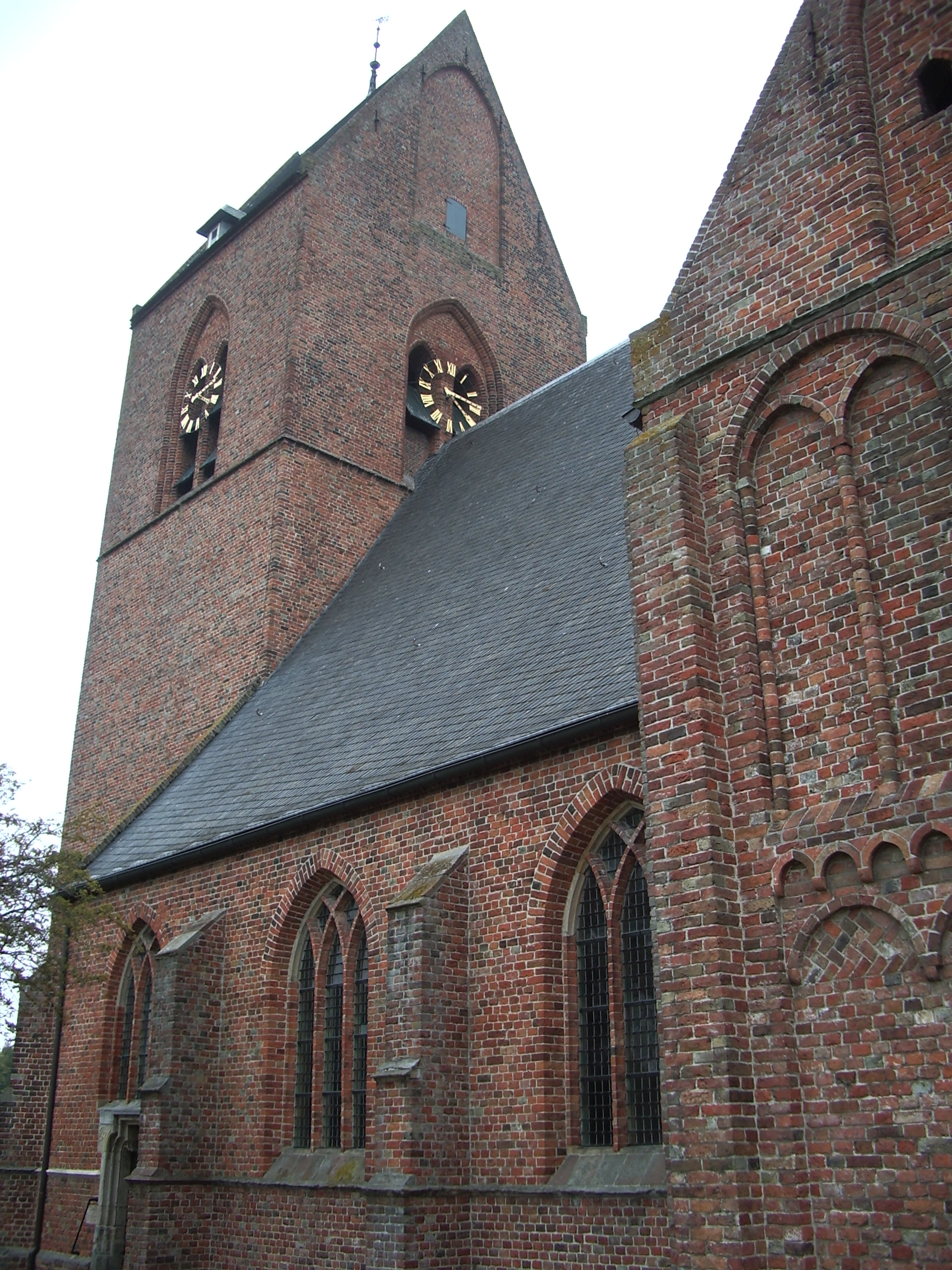
Loppersum

Lijst van Joodse begraafplaatsen in Groningen (provincie) - 
De Linde -
Evert van Linge -
De Linie -
lintdorp -
Hans Linthorst Homan -
Nicolaas Willem Lit -
Liudger -
Ome Loeks -
Loge L'Union Provinciale - 
Logement Alderts -
Loppersum -
Gemeente Loppersum -
gemaal Loppersum -
station Loppersum -
Lopster Wijmers -
Losdorp -
Losdorp-kerk -
loug -
Lucaswolde -
Luddeweer -
Luinga -
Tjerk Luitjes -
Lula -
Jacob Wilhelm Lustig -
Lutherse Kerk (Groningen) -
Lutjegast -
kerk van Lutjegast -
Lutjeloo -
Lutje Marne -
Lutjerijp -
Lutje Saaksum -
Lutjewolde -
Lutjewijtwerd -
Lycurgus (volleybal)

## M
Maar -
Maarhuizen -
Maartenscollege -
Maarvliet -
Magnuskerk (Bellingwolde) -
't Malijk -
Derk Roelof Mansholt -
Sicco Mansholt -
Theda Mansholt -
Mariakerk (Groningen) -
Mariakerk (Krewerd) -
Mariakerk (Uithuizermeeden) -
Mariakerk ('t Zandt) -
Maria ten Hemelopneming (Bedum) -
Maria ten Hemelopneming (Veendam) -
Imca Marina -
J. Maris -
Marktstraat -
De Marne -
Marnedienst -
Marnehuizen -
Marnelijn -
Marnewaard -
Marsum -
George Martens -
Martenshoek -
station Martenshoek -
Martinikerk -
Martinikerkhof -
Martini Omroep -
MartiniPlaza -
Martinitoren -
Martiniziekenhuis -
Sint Martinusgasthuis -
Martinuskerk stad -
Martinuskerk Foxham -
Marum (dorp) -
Marum (gemeente) -
Kerk van Marum -
Jasper van Marwijck -
Marwixpijpen -
Yvonne van Mastrigt -
Matsloot (streek) -
Albert Bruce Matthews -
Mauritiuskerk (Marsum) -
Medema -
Mediacentrale -
Meeden -
Hervormde kerk Meeden -
Meedenerdiep -
Meedhuizen -
MEER-dorpen -
Meerland -
Meerstad -
Meervogel -
Meerwijck -
Thees Meesters -
molen de Meeuw -
De Meeuwen -
Rinus Meijer -
Fré Meis -
Menkemaborg -
Menkeweer -
Menko van Bloemhof -
Menneweer -
Mensema -
Mensingeweer -
Menterne -
Menterwolde -
Klooster Menterwolde -
Mepschengasthuis -
Willem de Mérode -
Merum -
Hendrik Willem Mesdag -
Synco van Mesdag -
Taco Mesdag -
Van Mesdagkliniek -
Johan de Mepsche -
Rudolf de Mepsche -
Middag -
Bert Middel -
Middelbert -
Middelstum -
Middelstum - kerk -

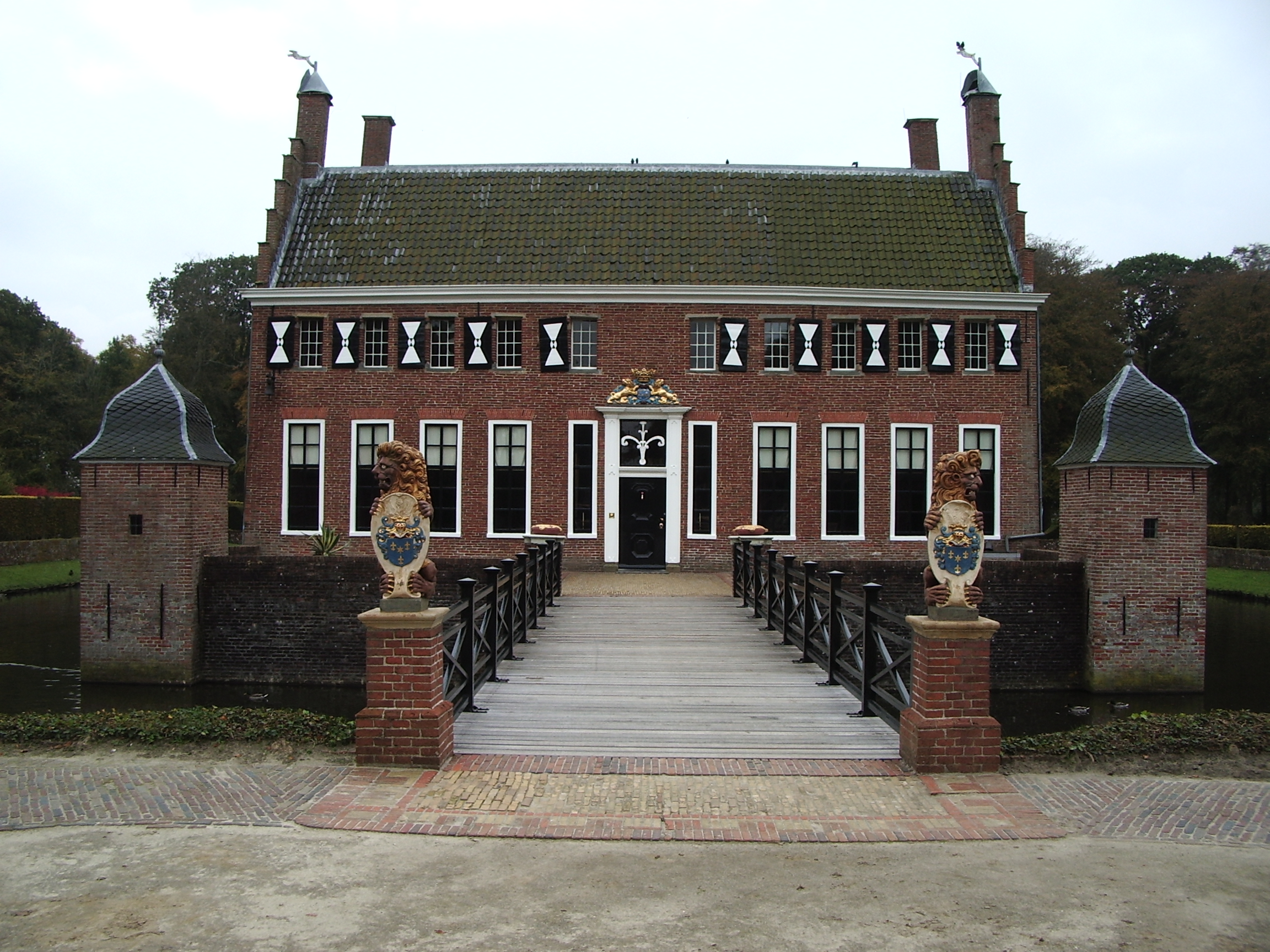
Menkemaborg

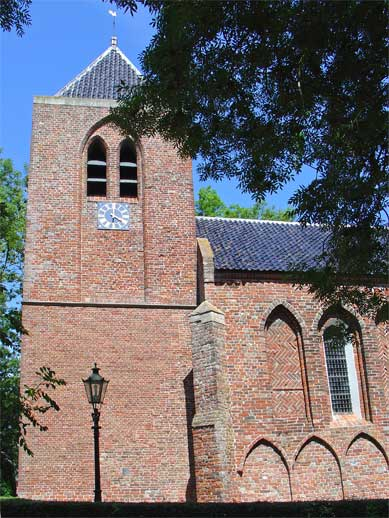
Mariakerk (Krewerd)

Midden-Groningen - Middengasthuis (Grote Leliestraat) -
Middengasthuis (Kleine Rozenstraat) -
Midhalm -
Midhuizen -
Midwolda -
Midwolde -
Modderman -
Linda Moes -
Moeshorn -
Moestasj -
Mokkenburg -
Molenrij -
Molenstraat -
Bernard Möller -
Molleboon -
Montessori Lyceum Groningen -
Montessori Vaklyceum -
Morige -
Muda -
Ineke Mulder -
Jan Mulder -
Hero Muller -
J.A. Mulock Houwer -
Munnekeholm -
Munnekemoer -
Munte -
Muntendam -
Museum Canadian Allied Forces -
Museum de Oude Wolden -
Museum Møhlmann -
Mussel -
Mussel-Aa -
Mussel-Aa-kanaal -
Musselkanaal -
Mutua Fides -

## N
N33 -
N46 -
N355 -
N360 -
Caspar Naber -
Naberpassage -
Dick Nanninga -
Napels -
Nationaal Park Lauwersmeer -
Natte brug -
Lolle Nauta -
Nieuwe Boteringestraat -
NCPN -

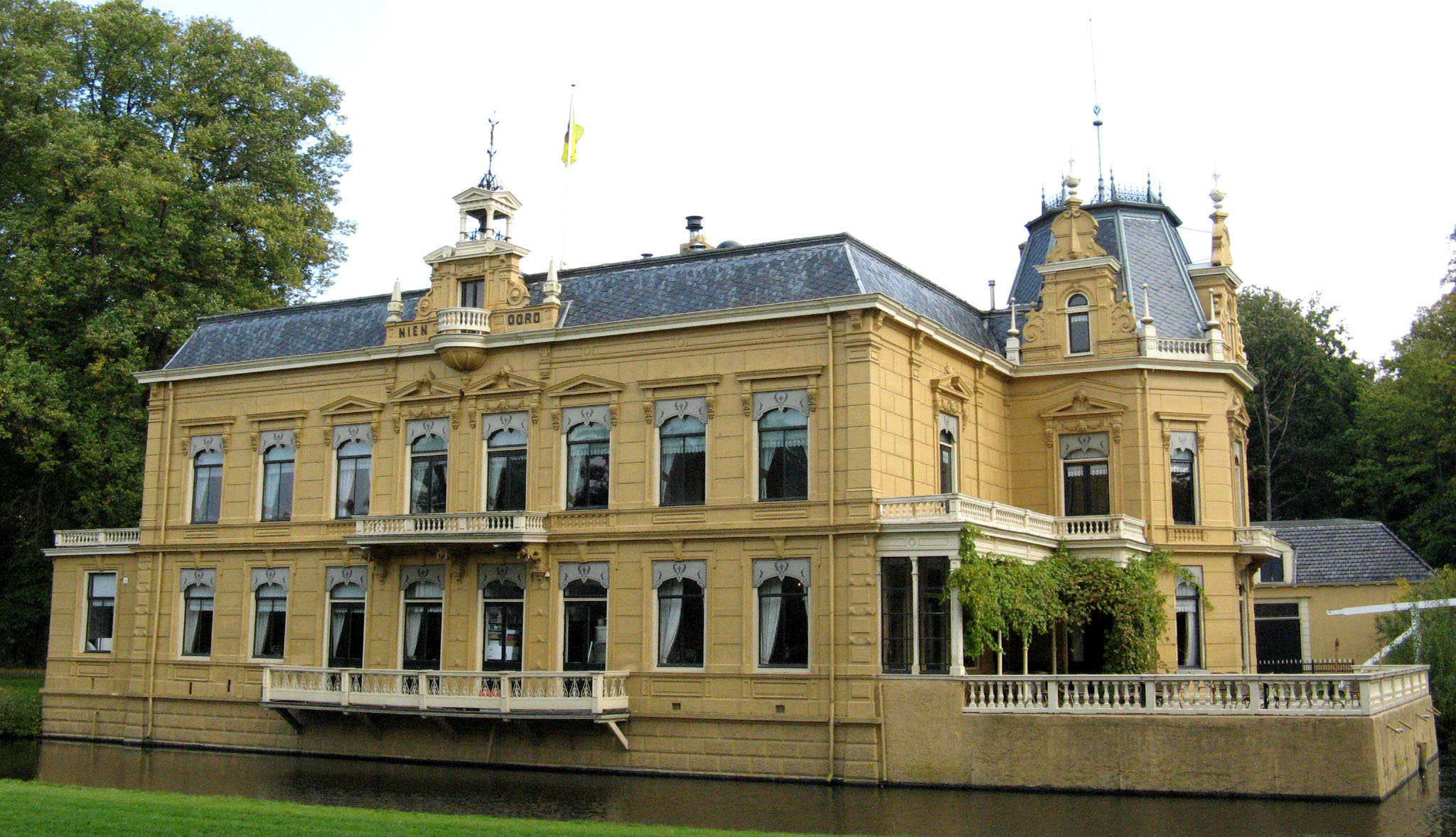
Borg Nienoord

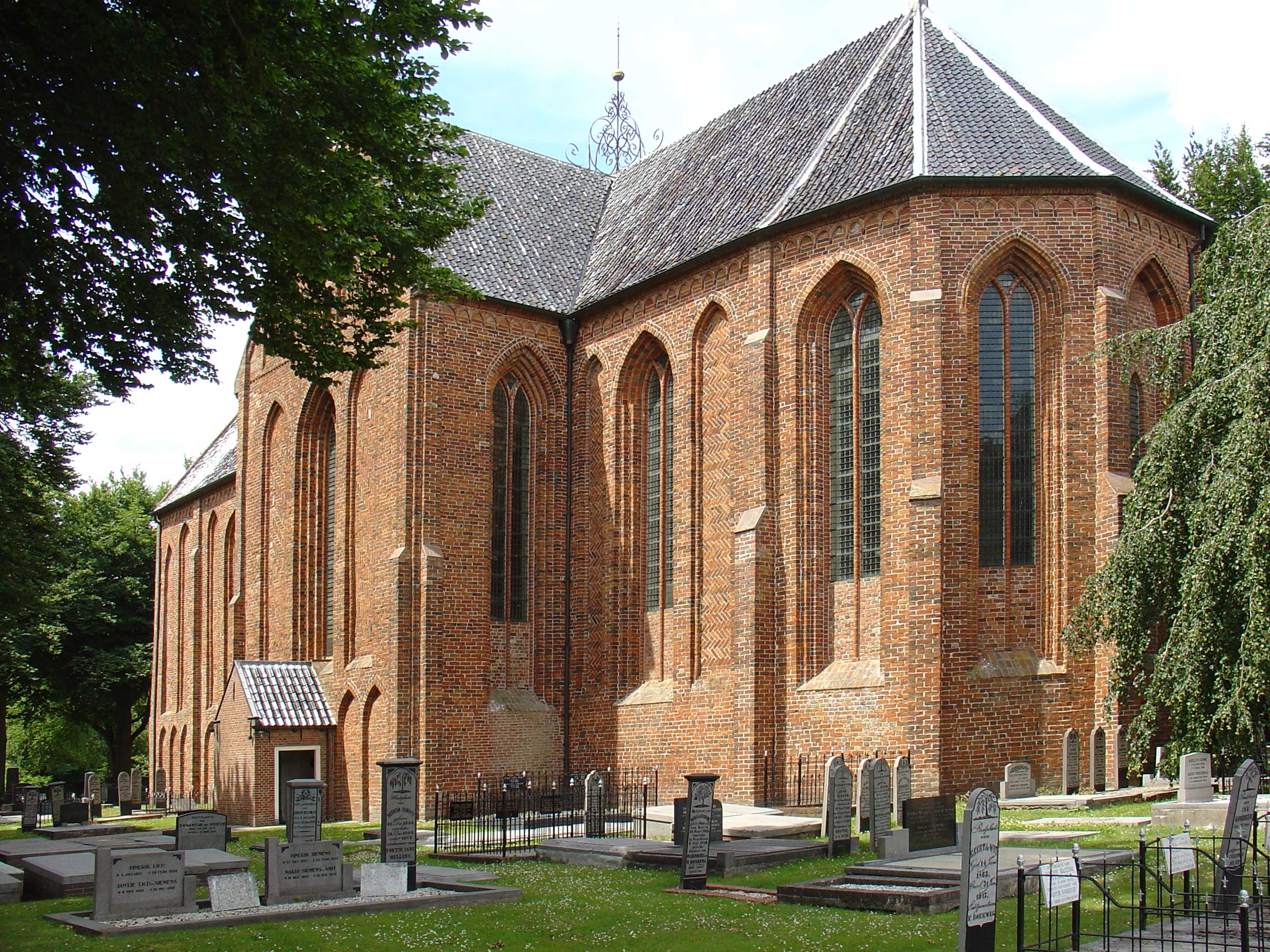
kerk van Noordbroek

Nederlands Hervormde begraafplaats (Hoogezand) -
Nedersaksisch -
Nesse -
Erik Nevland -
Nic. -
Nicolaaskerk (Haren) -
Nicolaaskerk (Onstwedde) -
Nicolaïkerk (Appingedam) -
Niebert -
Jan S. Niehoff -
Niehove -
Niekerk (De Marne) -
Niekerk (Grootegast) -
Niekerk (Grootegast), kerk -
Nieman's Meuln -
Theodorus Niemeyer -
Jaap Nienhuis -
Nienoord -
Petrus Antonius Nierman -
Niesoord -
Nieuw-Beerta -
kerk van Nieuw-Beerta -
Nieuw Onrust -
Nieuw Onsta -
Nieuwe Compagnie -
Nieuwe Kerk -
Nieuwe Kerkhof -
Nieuwe Kijk in 't Jatstraat -
Nieuwe Markt (Groningen) -
Nieuwe Pekela -
Nieuwe Provinciale Groninger Courant -
Nieuwe Stadhuis -
Nieuwe Statenzijl -
Joan Nieuwenhuis -
Nieuweschans, Garnizoenskerk -
station Bad Nieuweschans -
Nieuwklap -
Nieuwolda -
Nieuwolda-Oost -
Nieuwsblad van het Noorden -
Nieuw-Scheemda -
Nieuwstad -
Nieuw-Stadskanaal -
Nieuw Woelwijck -
Niezijl -
Nijenklooster (Delfzijl) -
Nijenklooster (De Marne) -
Gerrit Nijhuis -
Nittersum -
Noaberpad -
Nooitgedacht -
RTV Noord -
P. Noordhoff -
Popko Noordhoff -
Noordhoff Uitgevers -
Noord-Willemskanaal -
Noordelijke Nevenlijnen -
Noordbroek -
kerk van Noordbroek -
Noorddijk -
Noorderburen -
Noorderhaven -
Noorderhoogebrug -
Noorderkolonie -
Het Noorderlicht -
Noordelijk Scheepvaartmuseum -
Noordermolen (Noordbroek) -
Noordermolen (Noorddijk) -
Noorderplantsoen -
Noorder Rondritten -
Noorderslag -
Noorderstation -
Noorderwuppen -
Noorderzon -
Noorderzijlvest -
Noordhorn -
Noordhornerga -
Noordhornertolhek -
Noordkaap -
Noordlaren -
Noord-Nederlandse Golf & Country Club -
Noord Nederlands Orkest -
Noordoosterlocaalspoorweg-Maatschappij -
Noordpolder -
Noordpolderzijl -
Noordwijk -
Noordwolde -
Noordwolde - kerk
Noord-Willemskanaal -
't Noorn -
Numero Dertien -
Klaas Nuninga -
Nuis -
Hervormde kerk Nuis

## O
Oalwief -
Obergum -
kerk van Obergum -
Wubbo Ockels -
Ronald Ohlsen -
Okswerd -
Oldambt -
Oldambtsters -
Oldambtster boerderij -
Stoomtramweg-Maatschappij Oldambt – Pekela -
Olde Convent -
Oldehoofsch kanaal -
Oldehove -
Oldekerk -
Oldenbosch -
Oldenzijl (Eemsmond) -
Oldenzijl (Winsum) -
Oldorp -
Oling -
Ome Loeks -
Ommelanden -
Ommelanderhuis -
Ommelanderwijk -
Ommelanderzeedijk -
Onderdendam -
Kantongerecht Onderdendam -
Kerken van Onderdendam -
molen de Onderneming -
Onder professoren -
Onderwierum -
Onnen -
plaats Onstwedde -
gemeente Onstwedde
Ontmoetingskerk (Sappemeer) -
OOG -
Oomsberg -
Oorkondenboek van Groningen en Drenthe -
Oorlogsmonument Esserveld -
Oorlogsmonument Haren -
Oorlogsmonument Oldehove -
Oosteinde -
Stoomtramweg-Maatschappij Oostelijk Groningen -
Oosterambt -
Oosterbroek -
Oosterburen -
Oosterdijkshorn -
Oostereinde -
Oosterhaar -
Oosterhaven 2-6 -
Oosterhoek -
v.v. Oosterhoek -
Oosterhoogebrug -
Oosterhorn (Delfzijl) -
Oosterhorn (De Marne) -
Oosterhuizen (Bedum) -
Oosterhuizen (Loppersum) -
Oosterhuizen (De Marne) -
Oosterkerk -
Oosternieland -
kerk van Oosternieland -
Oosterpark -
Oosterpark Stadion -
Cultuurcentrum De Oosterpoort -
Oosterpoort -
Oostersluis -
Oosterstraat
Oostervalge -
Oosterwijtwerd -
Oost-Finsterwolde -
Oostindie -
Jasper Oostland -
Oostum -
kerkje van Oostum -
Oostwold (Leek) -
Oostwold (Oldambt) -
Oostwolderhamrik -
Oostwolderpolder -
Oostwold (Siddeburen) -
Oostwold Airport -
Opende -
Openluchtmuseum Het Hoogeland -
Opmeeden -
Op Roakeldais -
Opstalboom -
Opwierde -
Oranjewijk -
Oterdum -
Oterdumerwarven -
Sint Otger -
Oude Ae -
Oude Boteringestraat -
Oudedijk (De Marne) -
Oudedijk (Reiderland) -
Oude Ebbingestraat -
Oude Kijk in 't Jatstraat -
Oude Pekela -
Oude Politieburo -
Oude Statenzijl -
Oude remise (Bad Nieuweschans) -
Oude RKZ -
Oudeschans -
kerk Oudeschans -
Oudeschip -
Oudezijl -
Over de Dijk -
Overdiep -
Overschild

## P
Paapstil -
Paardenkeuring -
René Paas -
De Paauwen -
Pachtersoproer -
Paddepoel -
Pagedal -
Pagediep -
Pakhuis Bremen -
De Palen -
molen De Palen -
Pallert -
Palmaer -
Pama (Groningen) -
Pannekoek -
Panser -
Papengang -
De Papiermolen -
Parcival College - 
Park Groenestein -
parkeergarage Ossenmarkt -
Partij voor het Noorden -
Pasop -
Passage (uitgeverij) -
Elly Pastoor -
Pastorie Sint-Franciscuskerk -
Paterskerk -
Paterswolde -
Paterswoldsemeer -
Paterswoldseweg -
Patrimonium -
Pé Daalemmer & Rooie Rinus -
Peebos -
Peerd van Ome Loeks -
Peizerdiep -
Peizerweg -
Pekela -
Pelstergasthuis -
Pelstergasthuiskerk -
Pelsterstraat -
Pepergasthuis -
Pepergasthuiskerk -
Peperstraat -
Jan Pesman -
C.H. Peters -
Petrus Camper-
Petrus Campersingel -
Petruskerk (Foxhol) -
Petruskerk (Leens) -
Petrus en Pauluskerk (Loppersum) -
Petruskerk (Pieterburen) -
Petruskerk (Wagenborgen) -
Petruskerk (Zuidbroek) -
Philips in Noord-Nederland -
Piccardthof -
Piccardthof (wijk) -
Piccardthofplas-
Pictura -
Piepke -
Pieterburen -
Pieterpad -
Kim Pieters -
Pieternellagasthuis -
Pieterzijl -
Henk Pijlman -
Piloersemaborg -
Plaggenborg -
Plattenburg -
Plopatou -
Pluis -
Tom Pitstra -
De Ploeg -
Poelepoort -
Poelestraat -
Poëziemarathon -
poffert (gerecht) -
Poffert (plaats) -
Poldert -
Polen -
Pompstation Turfsingel -
De Poolse Bruid -
Herman Poort -
Alida Pott -

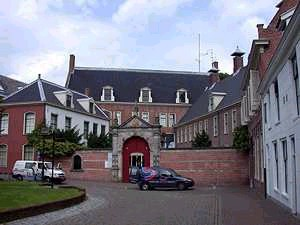
Prinsenhof

Praalgraf van Van In- en Kniphuisen -
Praedinius Gymnasium -
Praediniussingel -
Prefect van Groningen -
Prinsenhof -
Prinsentheater -
Prinsentuin -
Albert Jurardus van Prooijen -
Anna van Prooijen - 
Prostitutie in Groningen -
Protestantse Theologische Universiteit - 
Provincie -
provinciehuis -
Provincielanden -
Geert Prummel -
Joh. Prummel -
Sjoerd Prummel -
Puddingfabriek -
Punt van Reide -
De Punt -
De Putter

## Q
Justus Datho Quintus -
Qumran Instituut

## R
H. Raammaker -
W. Raammaker -
Carl von Rabenhaupt -
Rademarkt -
De Raken -
Wim Ramaker -
Ranswerd -
Ranum -
Rasquert -
Jean Pierre Rawie -
rechtbank Appingedam -
rechtbank Groningen -
Rechtstoelen in Groningen -
Recht en Vrijheid -
Reductie van Groningen -
De Regentes -
Regiovisie Groningen-Assen -
Reider Ee -
Gemeente Reiderland -
Streek Reiderland -
Geert Reinders -
Izaäk Herman Reijnders -
Synco Reijnders (1793-1873) -
Reitdiep -
wijk Reitdiep -
Reitdiep College -
Reitsema (borg) -
T. Reitsema -
W. Reitsema -
Egbert Reitsma -
Remonstrants Gasthuis -
Remonstrantse kerk -
Rennenberg -
Johan Remkes -
Rengerda -
Rengers -
Duco Gerrolt Rengers van Farmsum -
Johan Rengers Hora Siccama -
Osebrandt Johan Rengers -
Wiardus Rengers Hora Siccama -
Renneborg -
Rensumaborg -
Rhederbrug -
Rhederveld -
Pieter van Rhijn -
Alie te Riet -

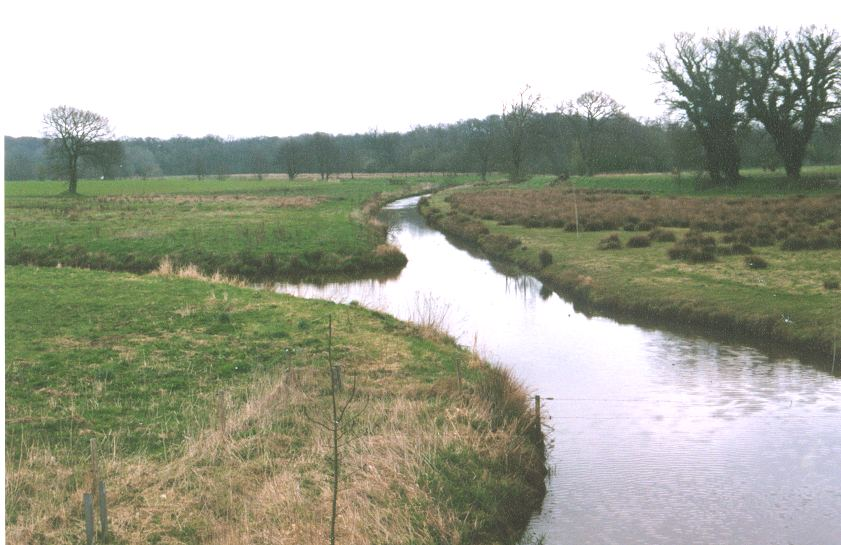
Ruiten Aa

Rijks Hogere Burgerschool (Sappemeer) -
Rijksuniversiteit Groningen -
Rijsdam -
Rijtuigmuseum -
Ringweg Groningen -
Ripperda -
Johan Willem Ripperda -
Rivierenbuurt -
RK kerkhof -
RKZ -
Arjen Robben -
Rock de Braziliaan -
Rode Weeshuisstraat -
Rodewolt -
Roeksweer -
Roelage -
Harm Roelfsema -
De Rokade -
Roland -
Bert Röling -
Marte Röling -
Matthijs Röling -
Berend van Roijen -
Isaac Antoni van Roijen -
Isaäc Antoni Soetens van Roijen -
RONO -
Roodehaan (De Marne) -
Roodehaan (Groningen) -
Roodeschool -
station Roodeschool -
Jan Roos -
Nico Rost -
H. Rots -
Rottum (Het Hogeland) -
Rottum (natuurgebied) -
Rottumeroog -
Rottumerplaat -
Royal Bodewes -
RTV Noord -
Ruigezand -
Ruischerbrug -
Ruiten -
Ruiten Aa -
Ruiten-Aa-kanaal -
Rusthoven -
Edwin Rutten

## S
Saaksum -
kerk van Saaksum -
Saaxumhuizen -
Saaxumhuizen -kerk -
Mirjam Salet -
Samson Shag -
San Salvatorkerk -
A.J. Sanders -
Sappemeer -
station Sappemeer Oost -
sarrieshut -
Sassenhein -
Sauwerd -
station Sauwerd -
G. Saville -
Jasper Schaaf -
Teddy Schaank -
Schaapbulten -
Schaaphok -
Schapehals -
Schaphalsterzijl (gemaal) -
Schaphalsterzijl (plaats) -
Scharmer -
Scharmer Ae -
schathuis -
Scheemda -
station Scheemda -
Scheemdermeer -
Scheemderzwaag -
J.F. Scheepers -
Scheltkema-Nijenstein -
Herman Jan Scheltema -
Niels Scheuneman -
José van Schie -
Schieringers -
en Vetkopers -
Schifpot -
Schildersbuurt -
Schildmeer -
Schildwolde -
kerk van Schildwolde -
Schilligeham -
José van Schie -
Wim T. Schippers -
Gerhard Schnitger -
Auke Scholma -
Henk Scholte -
Jan Evert Scholten -
Willem Albert Scholten -
Scholtenhuis -
Harbert Ido Schönfeld -
Het Schoor -
't Schot -
Schouwerzijl -
Ton Schroor -
Schuitendiep -
Sebaldeburen -
Sebastiaankerk (Bierum) -
Thomas van Seeratt -
Marcel Seip -
Sellingen -
kerk van Sellingen -
Sellingerbeetse -
Selwerd -
kasteel Selwerd -
klooster Selwerd -
Selwerd I, II en III -
Selwerderdiepje -
Selwerderhof -
Semslinie -
Sergeant Wildeman -
Jan Albert Sichterman -
Sichtermanhuis -
Onno Joost Sickinghe (1782-1845) -
Siddeburen -
Siddeburen-kerk -
K. Siekman Azn. -
siepel -
Siervaas Heresingel -
Siervaas Ubbo Emmiussingel -
Simonszand -
Simplon -
Sint-Annen -
Sint Annerhuisjes -
Sint-Anthoniegasthuis -
Sint Jansstraat -
Sint Martinusgasthuis -
Sint-Vitusholt -
Sint-Walburgkerk -
Slangenborg -
Slaperstil -
Slegge -
Slochter Ae -
Slochterdiep -
gemeente Slochteren -
dorp Slochteren -
kerk van Slochteren -
Jan Sloot -
Smeerling -
smeerpijp -
Willem Smink -
Smit Appingedam -
D. Smit Jr. -
Rutger Smith -
Smitsborg -
Snelgersma -
snik -
De Snipperij -
Solution -
Solwerd -
kerk van Solwerd -
Elmer Spaargaren -
Spanjaardsdijk -
Spekdikken -
Hendrik Spiekman -
Spijk -
Spijk-kerk -
Spilsluizen
Spinnenkop Wedderveer -
Spitsbergen -
Splitsing -
Spoorlijn Groningen - Delfzijl -
Spoorlijn Meppel - Groningen -

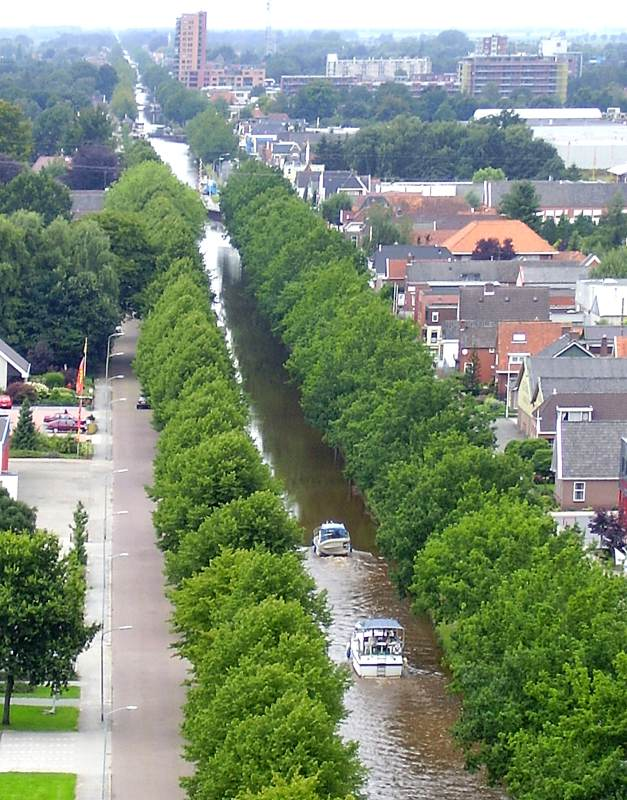
Stadskanaal

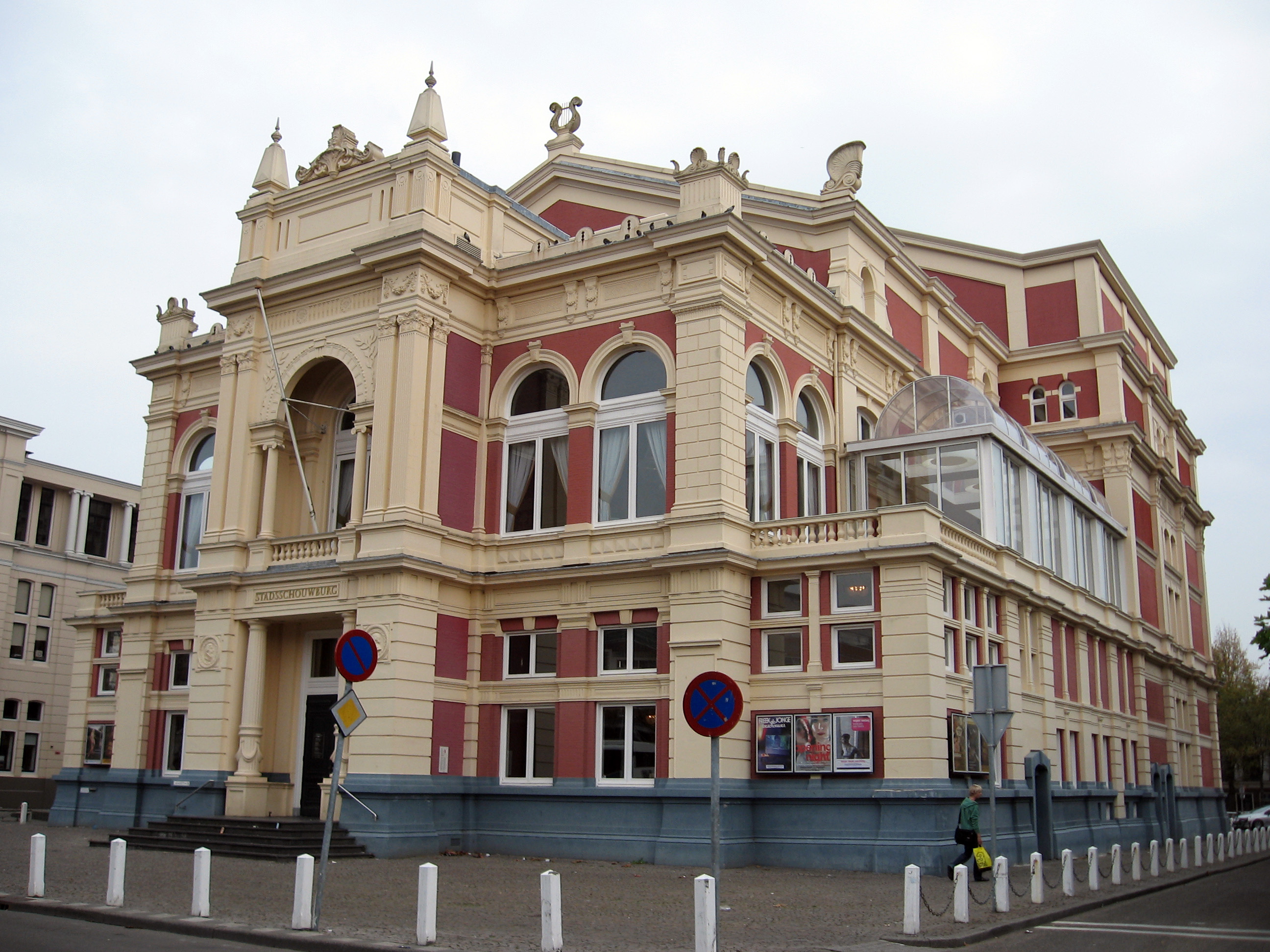
Stadsschouwburg

Spoorlijn Harlingen - Leeuwarden - Groningen - Nieuweschans -
Spoorlijn Groningen - Weiwerd -
Spoorlijn Sauwerd - Roodeschool -
Spoorlijn Stadskanaal - Ter Apel Rijksgrens -
Spoorlijn Stadskanaal - Zuidbroek -
Spoorlijn Winsum - Zoutkamp -
Spoorlijn Zuidbroek - Delfzijl -
Spoorwegmuseum Waterhuizen -
Spriknest -
Ede Staal -
Jos Staatsen -
Stad -
stadhuis -
Stad en Lande -
Stad en Lande (zuivelfabriek) -
gemaal Stad & Lande -
stadjer -
Stadsbalkon -
Stadsbezittingen -
gemeente Stadskanaal -
Stadskanaal (kanaal) -
Stadskanaal (plaats) -
Station Stadskanaal -
Stadsgronings -
Stadsmarkering -
Stadspark -
Stadsparkwijk -
Stadspartij Groningen -
Stadsschouwburg
Stadsweg -
Stagestorp -
Stakenborg -
Jannie Stalknecht -
stapelrecht -
STAR -
van Starkenborghkanaal -
Startenhuizen -
steden en dorpen -
Stedum -
kerk van Stedum -
station Stedum -
Steendam -
Steenhuis Solwerd -
Niels van Steenis -
Steentil -
Steentilstraat -
Steentilstraat 2 -
Koert Stek -
molen de Ster -
Sterenborg -
Sterrebos -
Stichting Groninger Borgen -
Stichting Oude Groninger Kerken -
stieg -
stijg -
Dirk Stikker -
De Stille Hof -
Stitswerd -
Stitswerd-kerk -
Stobben -
Stocksterhorn -
Stoetboom - 
Stoomtramweg-Maatschappij Oostelijk Groningen -
Stootshorn -
Stork -
molen de Stormvogel -
't Stort -
straatnamen -
Sibrandus Stratingh -
Gozewinus Acker Stratingh -
De Streek -
Stripmuseum -
Student en Stad -
studentenverenigingen -
Suttum -
Theodorus van Swinderen -
Synagoge Groningen -

## T
Tabel van gemeenten in Groningen - 
Takkebos -
Antonio Talamini -
Bart Tammeling -
Petrus Fokkes Tammens -
Arnold Tammes -
Tammingaborg (Bellingeweer) -
Abel Tasman -
Tasmantoren -
Huize Tavenier -
Tellerlikkers -
Ten Boer -
Burgemeesters van Ten Boer -
kerk van Ten Boer -
Ter Borch -
Ter Borg -
Ten Post -
De Tenten -
Ter Apel -
klooster Ter Apel -
Ter Apelkanaal -
Ter Haar -
Ter Laan -
Ter Maarsch -
Ter Wupping -
Termunten -
Termunterzijl -
Hans Tetzner -
Max Tetzner -
Henricus Teysinga -
Theater Geert Teis -
Theater te Water -
Thedema -
Theresiakapel -
Thesinge -

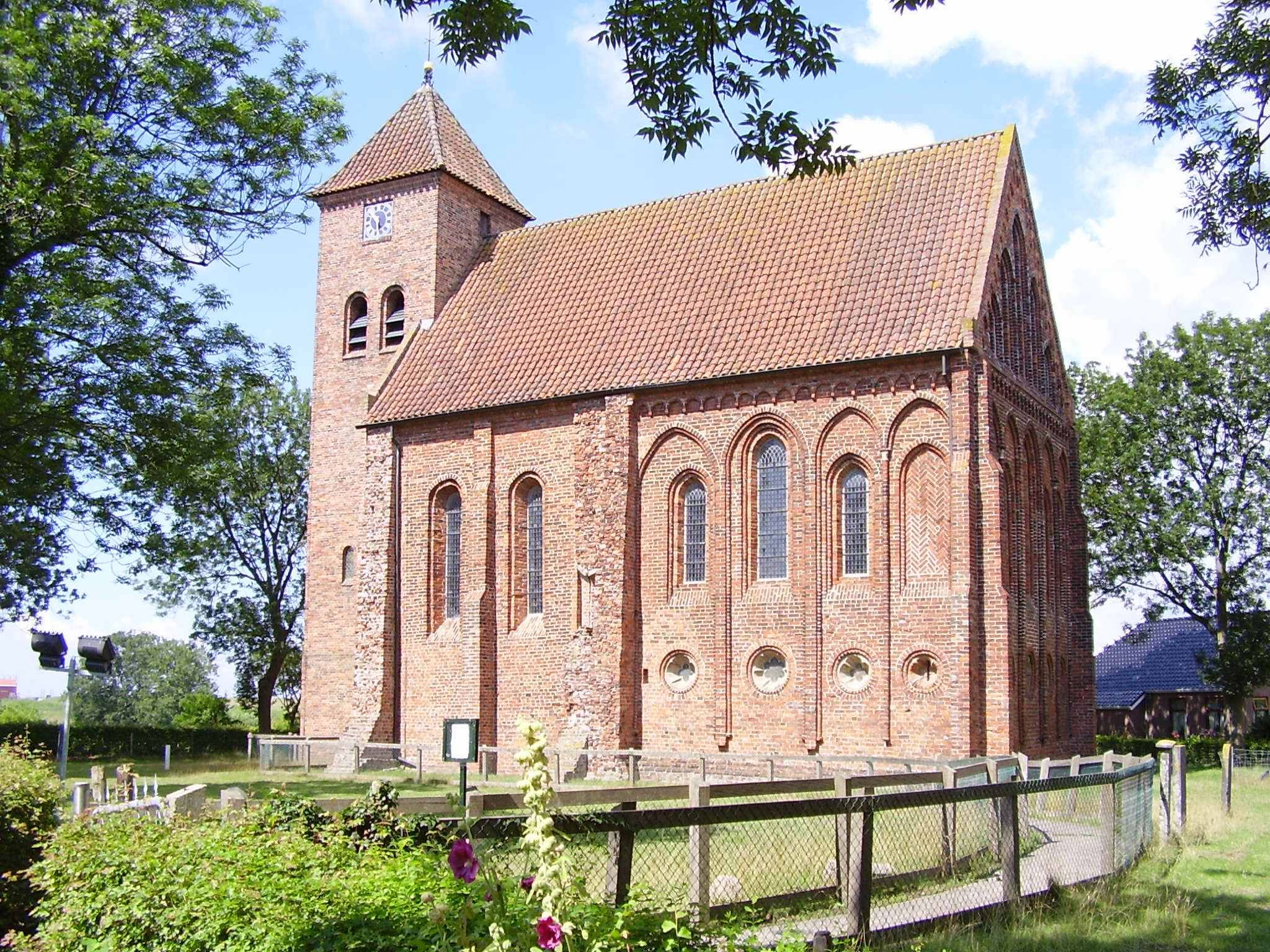
Termunten

Evert Jan Thomassen à Thuessink van der Hoop van Slochteren -
Tijsweer -
Tijum -
Tiktak -
til -
Marianne Timmer -
Tinallinge -
kerk van Tinallinge -
Martin Tissing -
Tjabbesstreek -
Tjamme -
Tjamsweer -
Tjamsweer kerk -
A.W.L. Tjarda van Starkenborgh Stachouwer -
E. Tjarda van Starkenborgh Stachouwer -
Tjuchem -
Station Tjugchem-Meedhuizen -
Toal en Taiken -
Tolbert -
Tolbert kerk -
Tolhek -
T. Tonkens -
Toornwerd -
Topweer -
Törf -
Torptsen -
Torum -
Tramlijn Blijham - Bellingwolde -
Tramlijn Drachten-Groningen -
Tranendal -
Transformatorhuisje Esserhaag -
Transformatorhuisje Nieuwe Ebbingestraat -
trekschuit -
Trijntje Soldaats -
Trimunt -
Tripscompagnie -
Trolley -
Tuikwerd -
Tuikwerderrak -
Jan Tuin -
Tuinwijck -
Turfsingel -
Turftorenstraat -
Tusschenloegen -
Tussenklappen -
Tweehuizen -
Typografengasthuis

## U

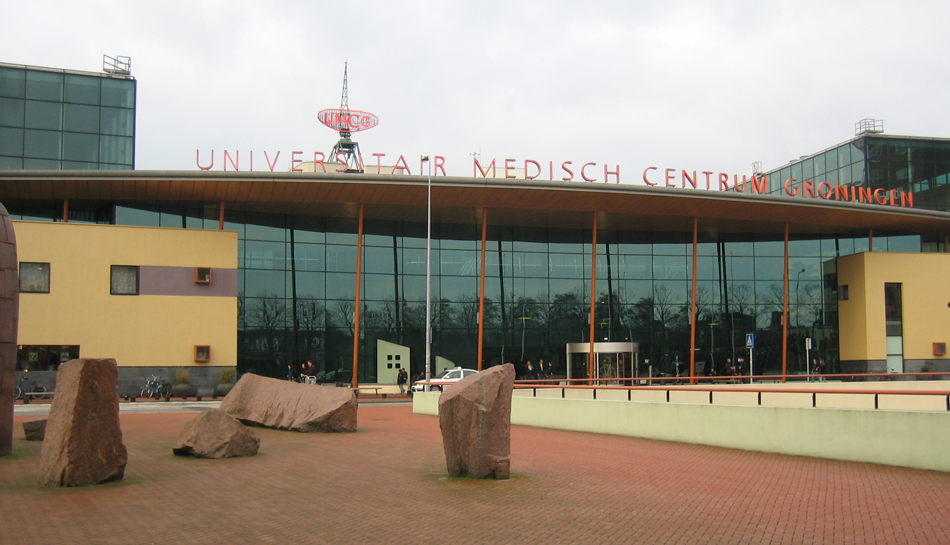
UMCG

Ubbo Emmius -
Ubbo Emmiussingel -
Ubbo Emmiussingel 77 -
Ulgersmaborg -
Unitas Studiosorum Groningana -
Uiteinde -
Uiterburen -
Jan Uitham -
De Uithorn -
Uithuizen -
Uithuizen kerk -
Station Uithuizen -
Uithuizermeeden -
Station Uithuizermeeden -
Uithuizerwad -
Uitwierde -
kerk van Uitwierde -
Focko Ukena -
Ulrum -
Ulrum, hervormde kerk -
Ulsda -
Familiebegraafplaats Uniken -
Egbert Uniken -
Jan Uniken sr. -
Jan Uniken jr. -
UMCG (Academisch Ziekenhuis) -
Universiteit -
Universiteitsbibliotheek -
Universiteitsmuseum -
Upgo -
Urinoir Hereweg -
Urinoir Hoge der A -
Ursuskerk (Termunten) -
Usquert -
Usquert kerk -
Station Usquert

## V

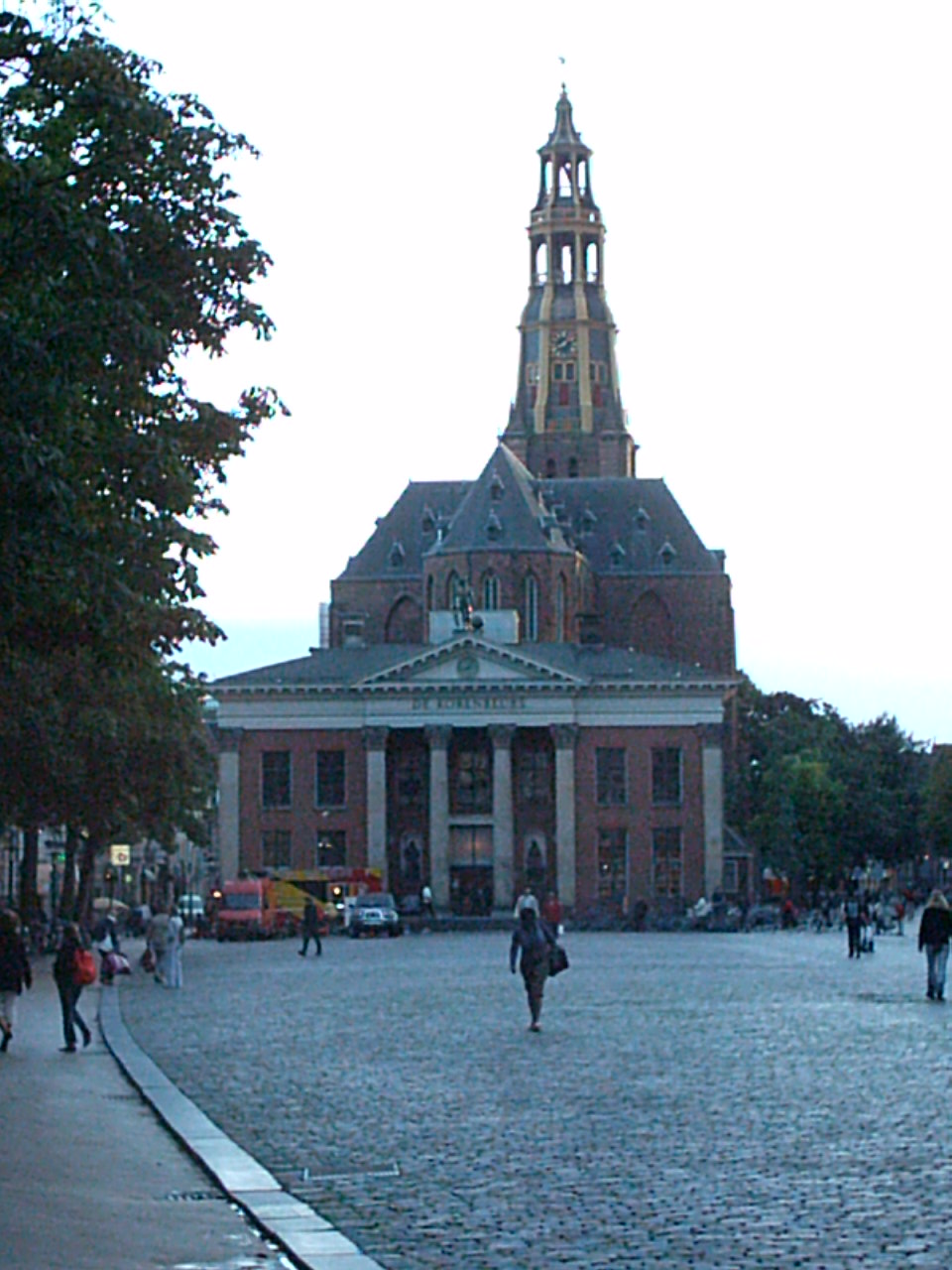
Vismarkt

Ger Vaders -
Willem Valk -
Valkum -
Valom -
Van Hasselt's klok -
Vancom -
VCP -
Veele -
Veelerveen -
veen -
Stephan Veen -
B. van der Veen Czn. -
Y. van der Veen -
gemeente Veendam -
Veendam (plaats) -
BV Veendam -
Veendam-station -
Veendiep -
Tjeerd Veenhoven -
Geert Veenhuizen -
Veenkoloniaals -
veenkolonie -
S.A. Veenstra -
Veerste Veldhuis -
Veldkamp's Meuln -
Kars Veling -
Velocitas -
De Vennen -
Vensterschool Stadspark -
Vera -
Herman Verbeek -
Verbindingskanaal -
Verlengde Hereweg -
Verlengde Hereweg 21 -
Verlengde Hereweg 25 -
Verlengde Hereweg 33 -
Peter Verschuren -
Francisco Verdugo -
Vereniging Viaductstraat -
Verhildersum -
Vetkopers -
Vierburen -
Vierhuizen (De Marne) -
Vierhuizen kerk -
Vierhuizen (Delfzijl) -
Vier Mijl -
Vierverlaten -
molen de Vier Winden -
M. Viets -
Villa Cruoninga -
Villa Gelria -
Villa Hilghestede -
Vinkhuizen -
Vindicat -
viskenij -
K. Visker -
Vismarkt -
Vismarkt 16 -
Vismarkt 40 -
Bert Visscher -
Jannie Visscher -
Kees Visscher -
Ab Visser -
Martine Visser -
Visserstraat -
Alex Vissering -
Visvliet -
Visvliet kerk -
Station Visvliet -
Visvlieterdiep -
Sint-Vituskerk (Winschoten) -
vlag van de provincie -
Vlagtwedde (dorp) -
gemeente Vlagtwedde -
kerk van Vlagtwedde -
Vlagtwedder-Barlage -
Vlagtwedder-Veldhuis -
Vledderhuizen -
Vledderveen -
Vliedorp -
Vliegveld Stadskanaal -
Vliethoven -
Volxkeuken Salmonella -
voormalige gemeenten -
mr. A.T. Vos -
Vosseberg -
Vrede van Groningen -
Vredenburg -
Vredewold -
molen de Vriendschap -
Bert de Vries -
Frank de Vries -
Hendrik de Vries -
Jannes de Vries -
Renze de Vries -
Wladimir de Vries -
Vriescheloo -
Vriescheloo, kerk
Jan Vroom jr. -
Jan Vroom sr. -
Vrouw Fransensgasthuis -
Vrouw met kat -
vuurtoren van Delfzijl (1888) -
vuurtoren van Delfzijl (1949)

## W
Waagstraat -
Albert Waalkens -
Harm Evert Waalkens -
't Waar -
Romke de Waard -
Wad- en Wierdenpad -
Waddenzee -
Wadlopen -
Wadwerd -
Koninklijke Wagenborg -
Wagenborgen -
Walburgkerk -
Sint-Walfridus -
Gijs Wanders -
Jannes van der Wal -
Jacques Wallage -
Wall House 2 -
Ben Walrecht -
Warffum -
Warffum kerk -
Warffum-station -
Warfhuizen -
Wartum -
Edu Waskowsky -
Waterbedrijf Groningen - 
Waterhuizen -
Watersnood van 1825 -
watertoren (Oude Pekela) -
watertorens -
watertoren (Stadskanaal) -
watertoren (Wagenborgen) -
De Waterwolf -
Wedde -
Kerk van Wedde -
Wedderbergen -
Wedderborg -
Wedderheide -
Weddermarke -
Wedderveer -
Weende -
Weenderveld -
Wehe-den Hoorn -
Wehe-den Hoorn-station -
Weite -
Weiwerd -
station Weiwerd -
Welgelegen -
Fred van der Werff -
Hendrik Werkman -
H.N. Werkman College -
Micha Wertheim -
Wessel Gansfortcollege -
Wessinghuizen -
Wessingtange -
Westerbroek -
kerk van Westerbroek -
Westerbroekstermadepolder -
Westerdiepsterdallen -
Westerdijk -
Westerdijkshorn -
Westerdraai -
departement Westereems -
Westereems -
Westeremden -
Westeremder Voorwerk -
Westerhaven -
Westerhornermolen -
Bert Westerink -
Westerklooster -
Westerkwartier (gemeente) -
Westerkwartier (landstreek) -
Westerkwartier (waterschap) -
Westerkwartiers -
Westerlee -
Westernieland -
Westernieland-kerk -
Westervalge -
Westerwijtwerd -
Westerwijtwerd-kerk -
Westerwijtwerdermaar -
Westerwolde -
Westerwolds -
Westerwoldse Aa -
Westerzand -
Wetsinge -
Wetterskip Fryslân -
Widdama -
De Widde Meuln -
Jan Wiegers -
Wielewaalflat -
wierde -
De Wieren -
Wiershoeck -
Wierhuizen -
Piet Wiersma -
A. Wiersema -
Wierum -
Wierumerschouw -
De Wijert -
Henk Wijngaard -
Jacob Wildeman-
Wildeplaats -
Wilderhof -
Adriaan Geerts Wildervanck -
Wildervank -
Wildervanksterdallen -
't Wildeveld -
Wilgum -
Wilhelmina (molen) -
Willem Lodewijk Gymnasium -
Willem Lodewijkpassage -
Willemsstreek -

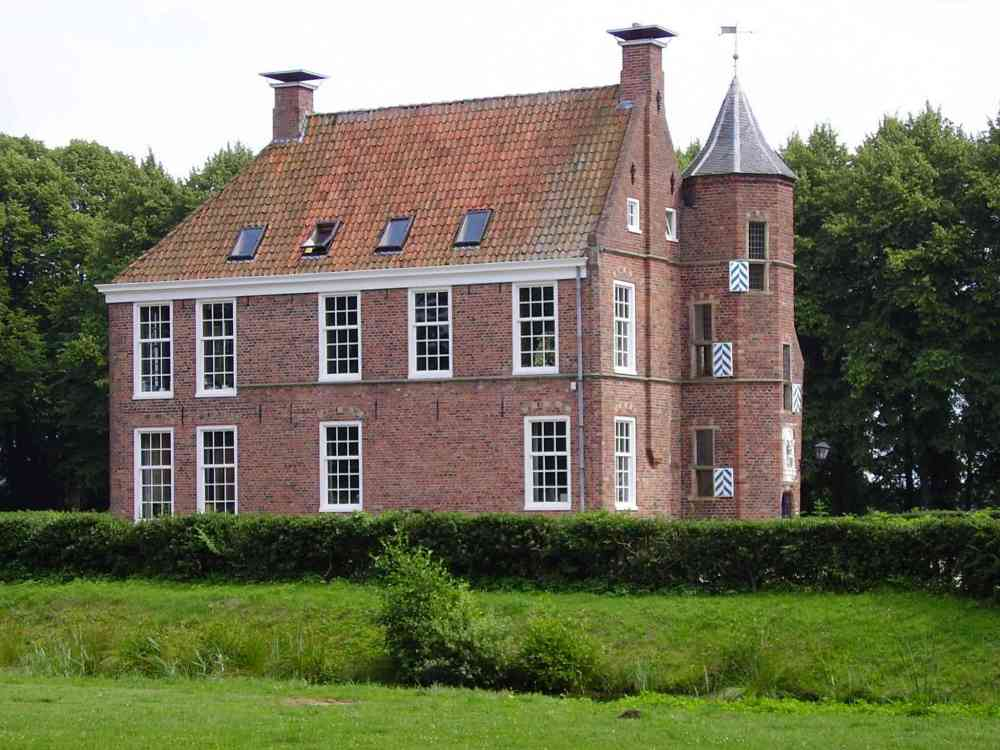
Wedderborg

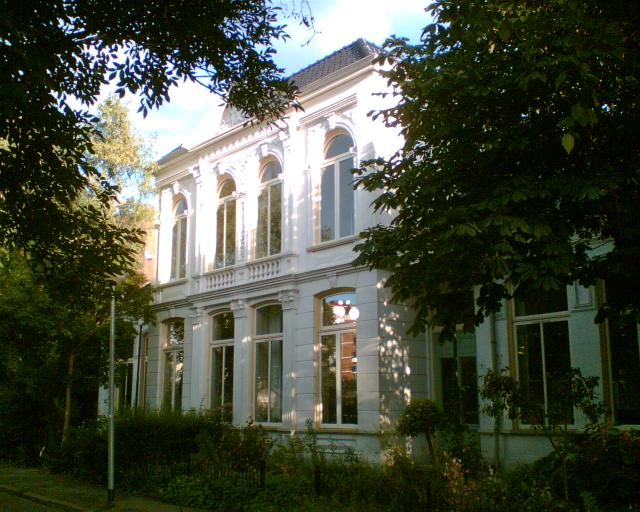
Witte huis

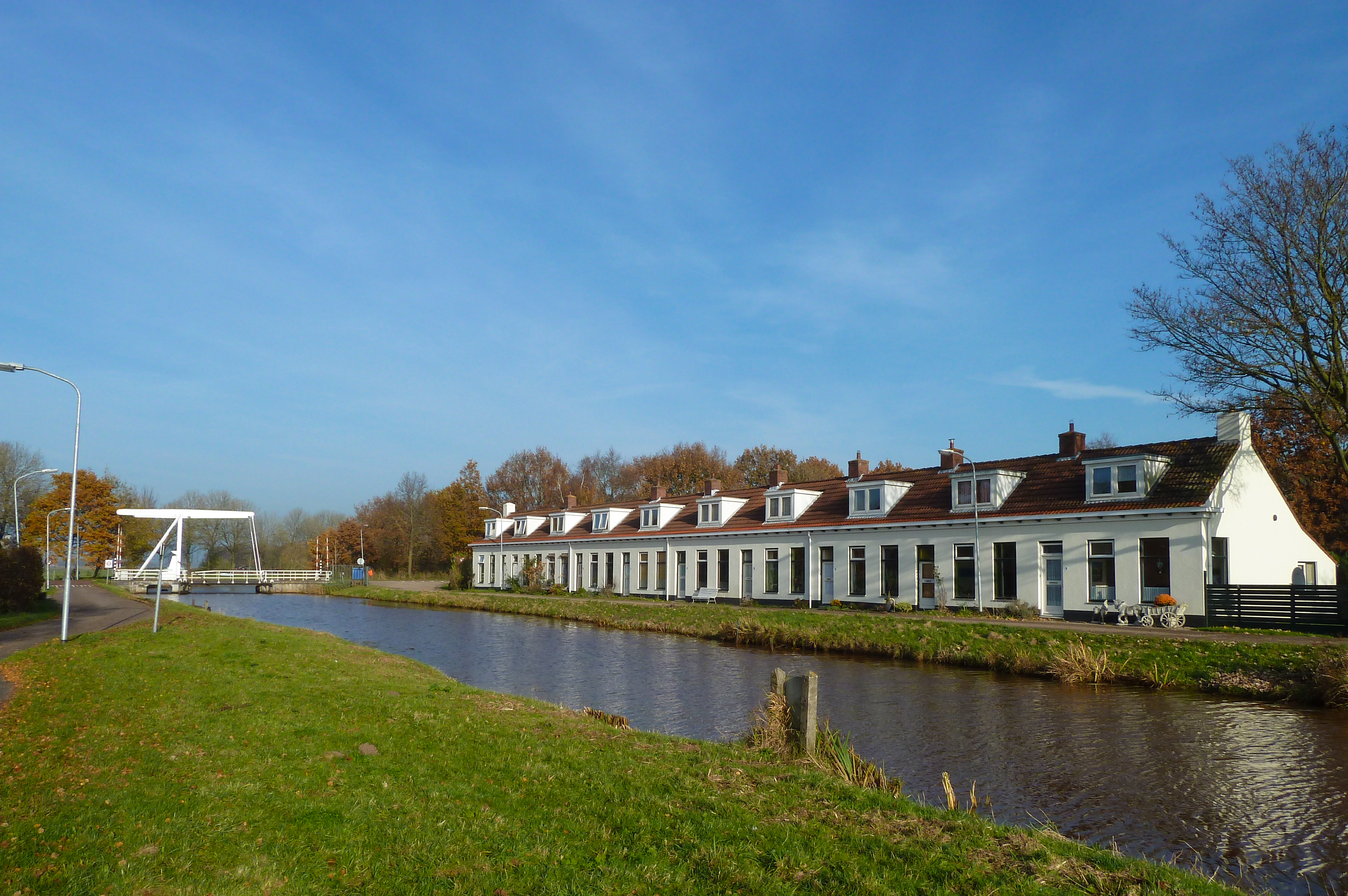
Woudbloem

Sint-Willibrorduskerk (Kloosterburen)-
Sint-Willibrorduskerk (Oude Pekela) -
Sint Willibrorduskerk (Sappemeer) -
De Wilp -
molen Windlust -
Windmotor Enumatil -
Windmotor Marum -
Windmotor Opende -
Korrie Winkel -
Anthony Winkler Prins -
Winkler Prins scholengemeenschap -
Winneweer -
Winschoten -
Winschoten-station -
Winschoter Courant -
Winschoterdiep -
Winsum (dorp) -
Winsum (gemeente) -
Station Winsum -
Winsumerdiep -
Winsumer- en Schaphalsterzijlvest -
P. van de Wint -
Wirdum -
Wirdum kerk -
Wisent (beeld) -
Adrianus van Wissen -
Driek van Wissen -
Herman van Wissen -
Witte Huis -
molen 't Witte Lam -
Witte Molen -
Wittewierum -
kerk van Wittewierum -
woatertiek -
Wolddiep -
Wolddijk -
Woldendorp -
Woldjerspoorweg -
Henri de Wolf -
Wolfsbarge -
Wollingboermarke -
Wollinghuizen -
Jaap Wolters -
J.B. Wolters -
Wolter Wolthers -
Wolters-Noordhoff -
Dirk Wolthekker -
Woltersum -
Woltersum kerk -
Woudbloem -
Hans van der Woude -
Tidde Wyneda -
Wynedaham -
Wytzes- of Schoonbeeksgasthuis

## X Y Z

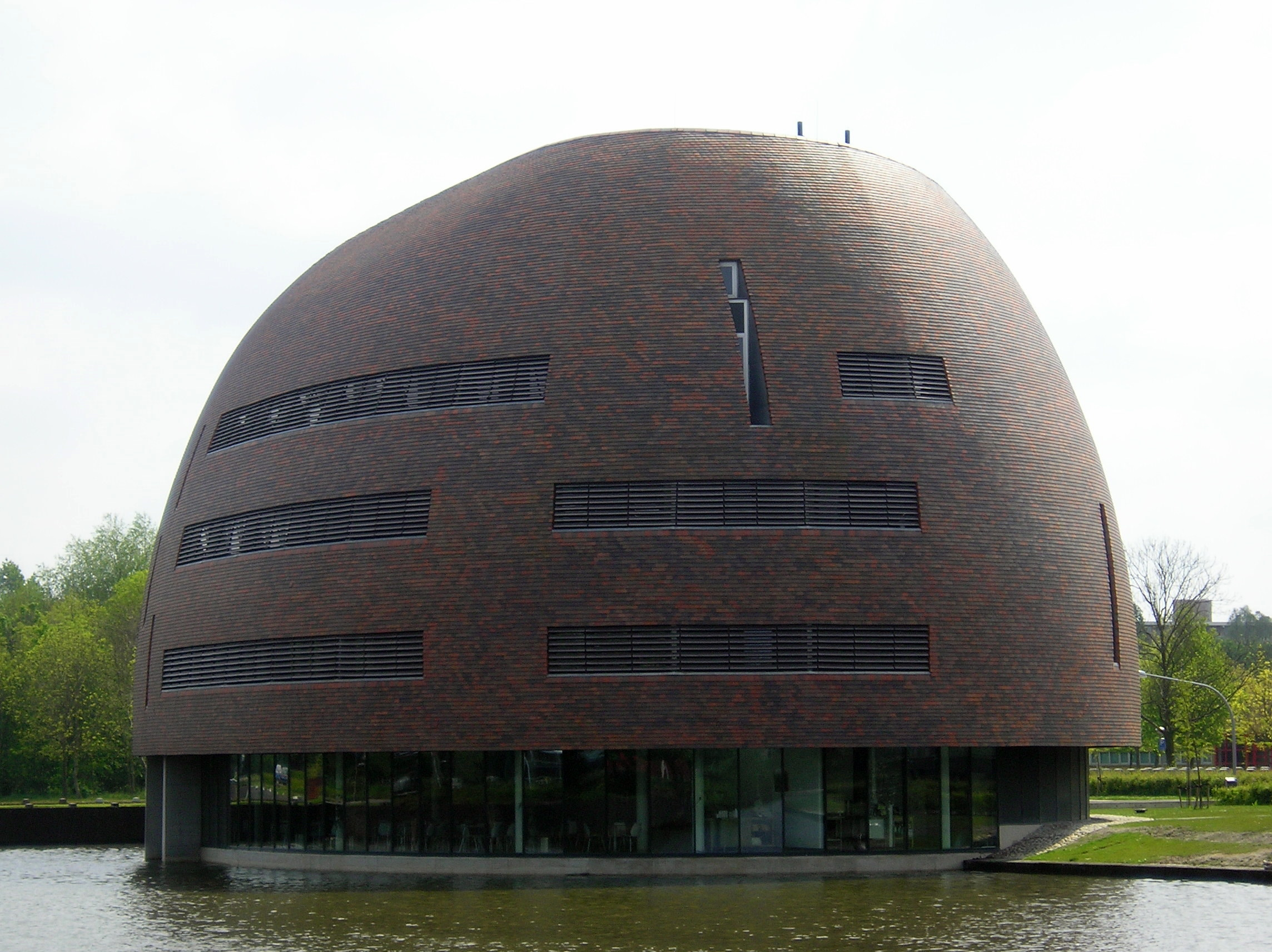
Zernikeborg, nu Smitsborg geheten

Klooster Yesse -
Zaagmuldersbrug -
't Zandt -
't Zandt kerk -
't Zandstervoorwerk -
Zandberg -
De Zanden -
Zandeweer -
kerk van Zandeweer -
Zandwijk -
Jan van der Zee -
Zeeheldenwijk -
zeehond -
Zeerijp -
molen Zeldenrust -
Zentorp -
Frits Zernike -
Zernikeborg -
Zernike College -
Zernikecomplex -
Zesdaagse van Groningen -
Zeshuizen -
Zethuis -
K. Zevenberg -
Zevenhuisjes -
Zevenhuizen (Eemsmond) -
Zevenhuizen (Leek) -
molen de Zilvermeeuw -
Zijldijk -
Zijlvest -
Zoutkamp -
Slag om Zoutkamp -
Zuidbroek -
Zuidbroek-station -
Zuiderburen -
Zuiderdiep -
Zuiderduintjes -
Zuiderhaven -
Zuiderkerk -
Zuiderkolonie -
Zuiderpark
Zuiderveen -
Zuiderzeelijn -
Zuidhorn (gemeente) -
Zuidhorn (plaats) -
Zuidhorn-kerk-
Zuidhorn-station -
Zuidlaardermeer -
Zuidveld -
Zuidwending -
Zuidwendinger Molen -
Zuidwolde -
Zuidwolde kerk
Zuurdijk -
Zuurdijk kerk -
Zwaag -
De Zwaluw (Nieuwe Pekela) -
De Zwaluw (Zuurdijk) -
Zwanestraat -
Johan van Zweden
Drenthe van A tot Z · Flevoland van A tot Z · Friesland van A tot Z · Gelderland van A tot Z · Groningen  van A tot Z · Limburg (Nederland) van A tot Z · Noord-Brabant van A tot Z · Noord-Holland van A tot Z · Overijssel van A tot Z · Utrecht van A tot Z · Zeeland van A tot Z · Zuid-Holland van A tot Z

Nederland · provincies